# Kościół Marii Panny w Dreźnie

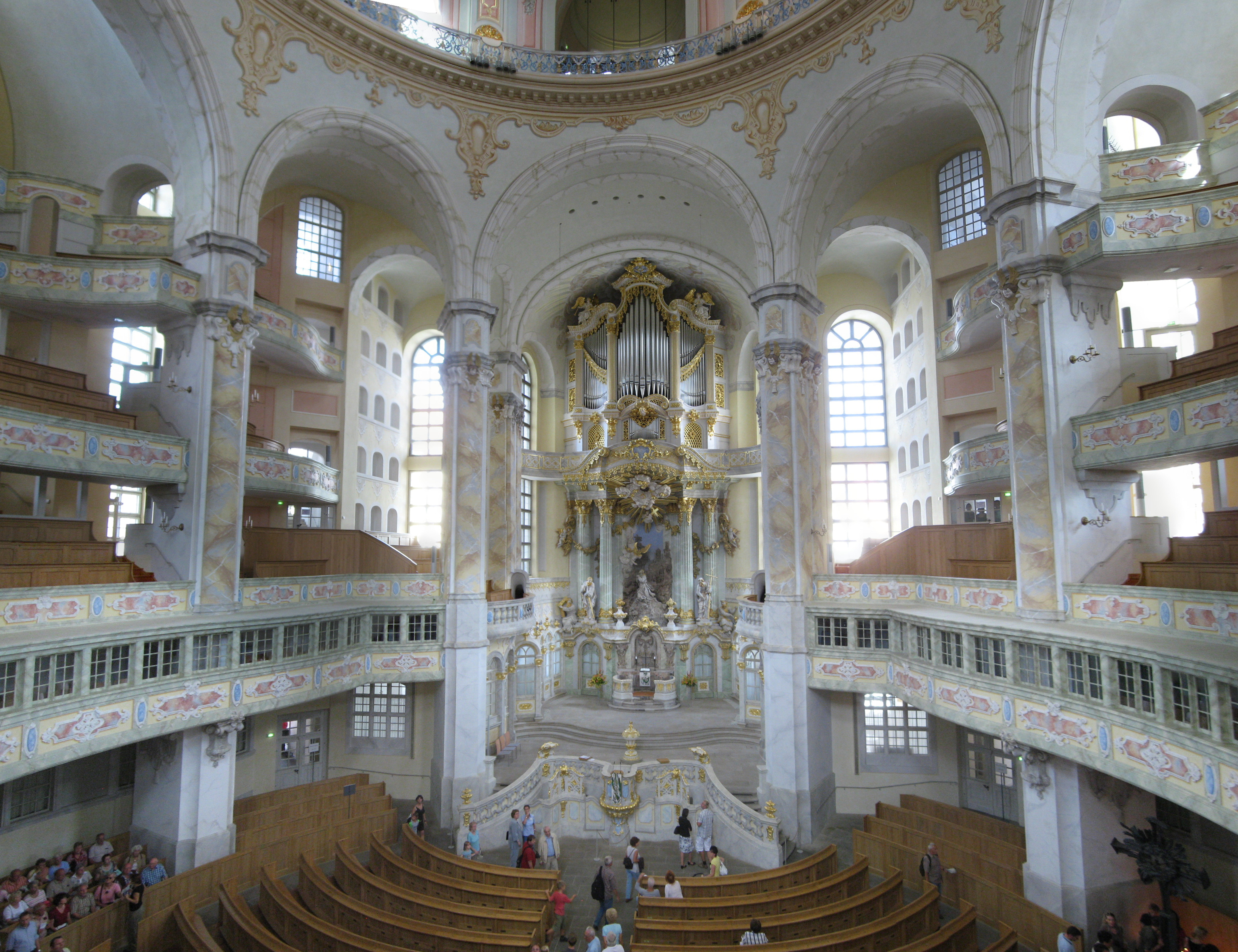
Widok ogólny wnętrza

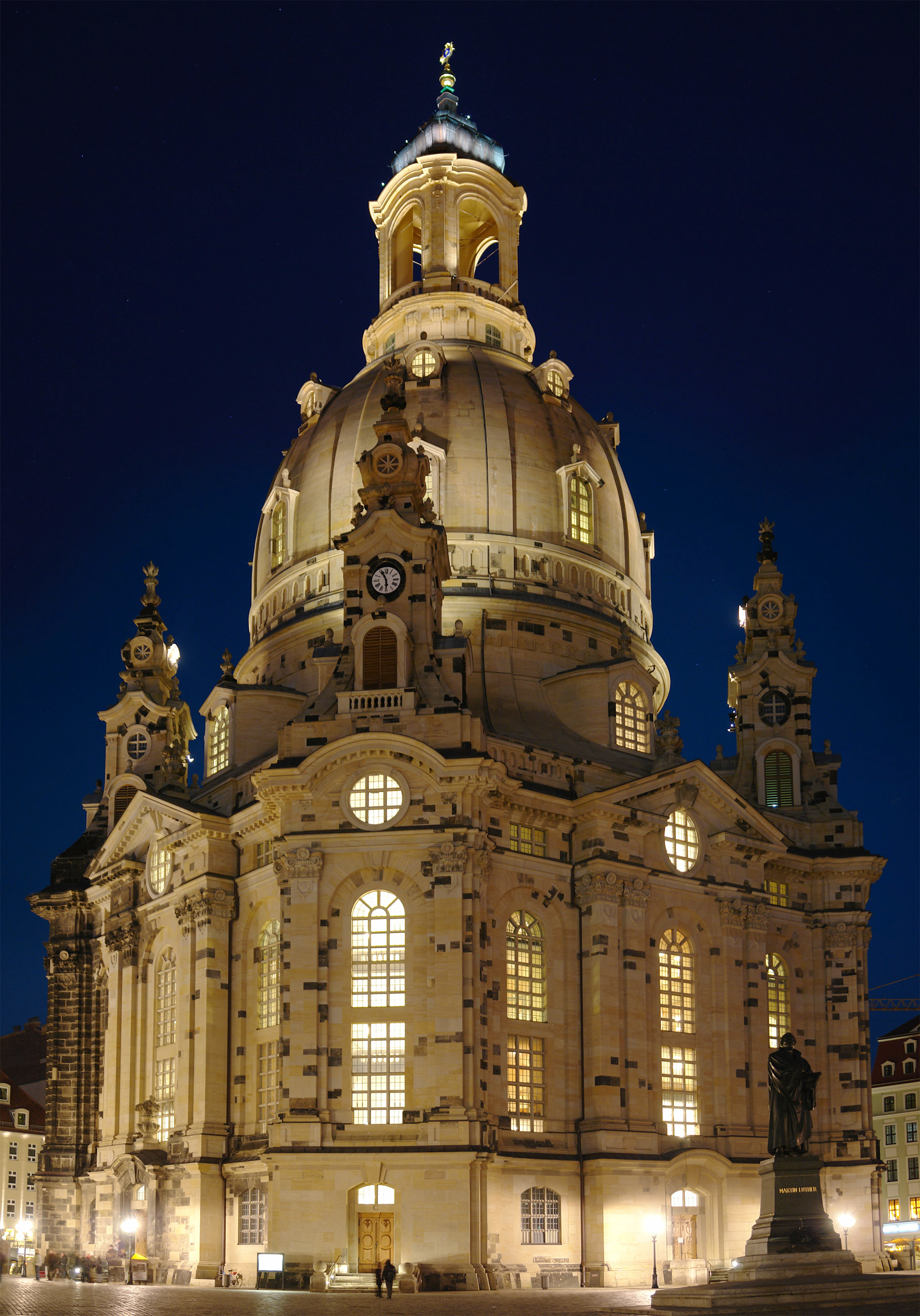
Kościół Mariacki w nocy

Kościół Marii Panny w Dreźnie (niem. Frauenkirche, w skrócie: Kościół Mariacki) – barokowy luterański kościół znajdujący się na drezdeńskim Neumarkt (pol. Nowy Rynek). Ta monumentalna świątynia to jeden z najbardziej znanych i rozpoznawalnych w Europie zabytków protestanckiej architektury sakralnej. Największy na świecie obok katedry w Strasburgu budynek wzniesiony z piaskowca, jego kopuła to najokazalsza tego typu konstrukcja wykonana z kamienia wśród kościołów leżących na północ od Alp.
Kościół Mariacki wzniesiono w latach 1726–1743. Podczas II wojny światowej został w wyniku alianckich bombardowań miasta w nocy z 13 na 14 lutego 1945 bardzo poważnie uszkodzony i zawalił się ostatecznie rankiem 15 lutego. Za czasów NRD pozostał trwałą ruiną służącą za pamiątkę okropieństw wojny. Dopiero w 1985 zdecydowano o jego rekonstrukcji, jednak prace rozpoczęto dopiero po upadku Muru Berlińskiego w 1989 r. Trwającą w latach 1994–2005 odbudowę pomagały sfinansować Dresdner Bank, towarzystwa miłośników miasta oraz indywidualni darczyńcy z całego świata.
30 października 2005 r. kościół został ponownie konsekrowany i otwarty dla wiernych i turystów. Z pomnika wojny przeistoczył się w symbol pojednania.

## Dzieje kościoła do 1945 r.

### Wcześniejszy kościół romański

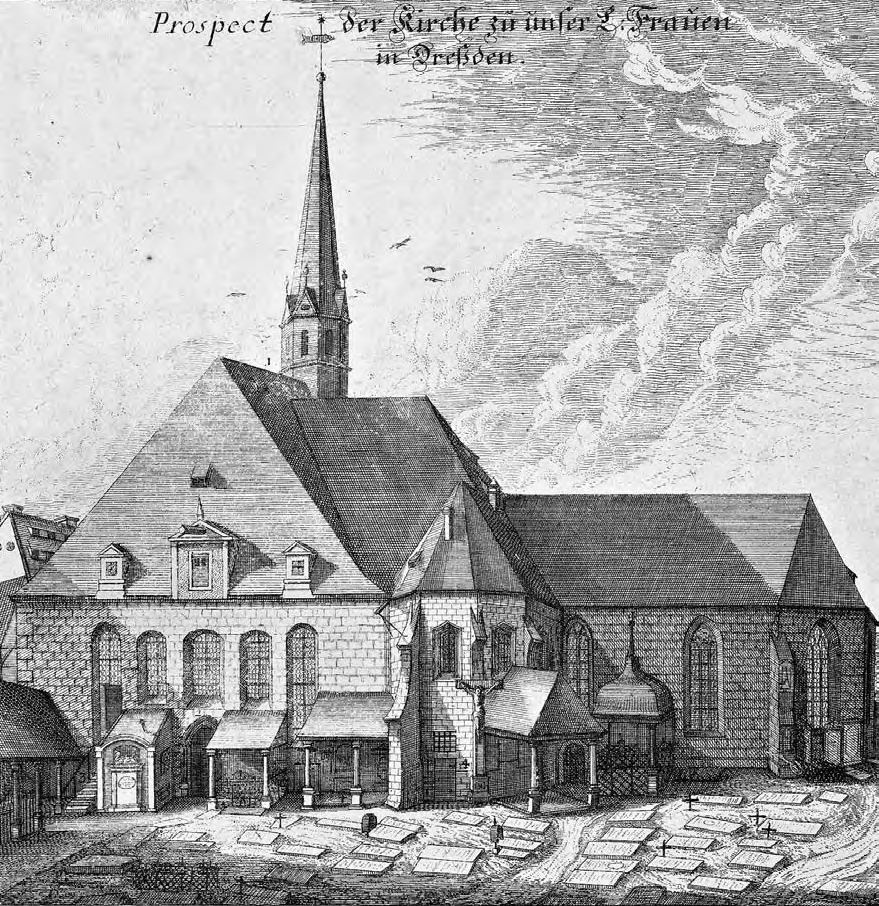
Miedzioryt autorstwa Moritza Bodenehra przedstawiający kościół poprzedzający Frauenkirche

Już w XI wieku na miejscu, gdzie obecnie stoi Frauenkirche, znajdował się niewielki romański kościół pod wezwaniem Najświętszej Marii Panny, prawdopodobnie najstarszy w regionie. Służył on za ośrodek misyjny, mający chrystianizować Serbów łużyckich zamieszkujących okoliczne wsie. Znajdował się w nim słynący cudami obraz maryjny, co obok znajdującej się w kościele św. Krzyża drzazgi z krzyża Jezusa, uczyniło miasto wczesnym ośrodkiem pielgrzymek. Gdy w ostatnim trzydziestoleciu XII wieku Drezno gwałtownie się rozrosło, kościół stał się kościołem parafialnym, w szczególności uzyskał prawo chrztu, udzielania ślubów oraz urządzania pochówków. W okresie średniowiecza wielokrotnie go restaurowano: pod koniec XIII wieku został przebudowany w stylu gotyckim na kościół halowy, zaś pod koniec XV wieku doczekał się kolejnej renowacji – tym razem w stylu późnogotyckim.
W dobie reformacji stał się częścią parafii luterańskiej, od 1539 r. przez 20 lat służył wyłącznie do pogrzebów, odprawianie mszy wznowiono dopiero w 1559 r. Pod koniec XVI wieku w związku ze zmianą przebiegu murów miejskich znalazł się w obrębie ścisłego miasta, co walnie przyczyniło się do decyzji Augusta Mocnego w 1714 r., o stopniowej likwidacji cmentarza przykościelnego z powodów higienicznych oraz urbanistycznych. W jej trakcie wiele grobów bezpowrotnie zaginęło.
Na początku XVIII wieku liczba wiernych rosła coraz szybciej, nie było już jednak możliwości dalszej rozbudowy kościoła, co więcej, ponieważ od ostatniego poważnego remontu minęło sporo czasu, jego konstrukcja, mocno zaniedbana, groziła katastrofą budowlaną.

### Kościół barokowy projektu George’a Bähra

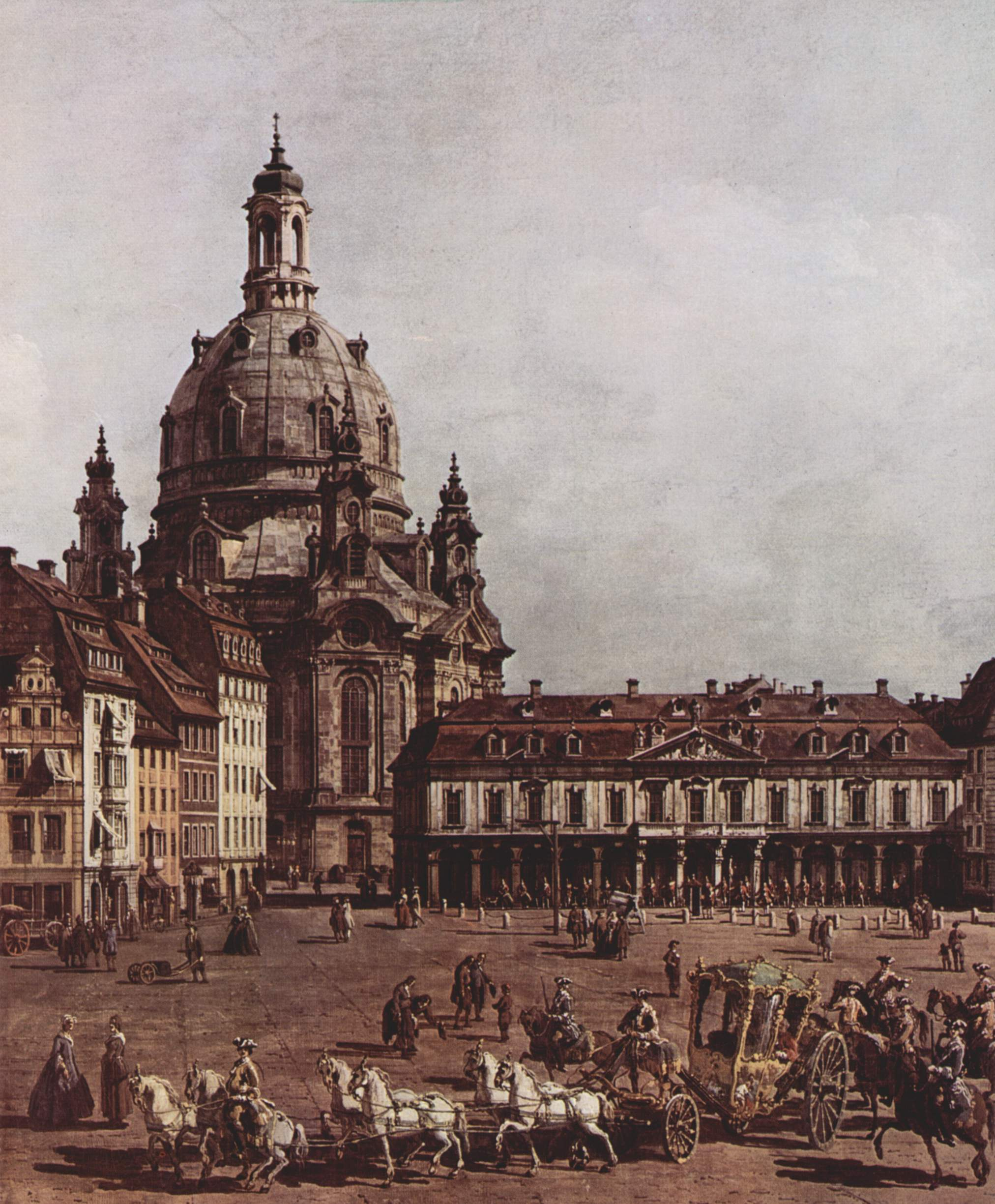
Neumarkt w Dreźnie na obrazie Canaletta

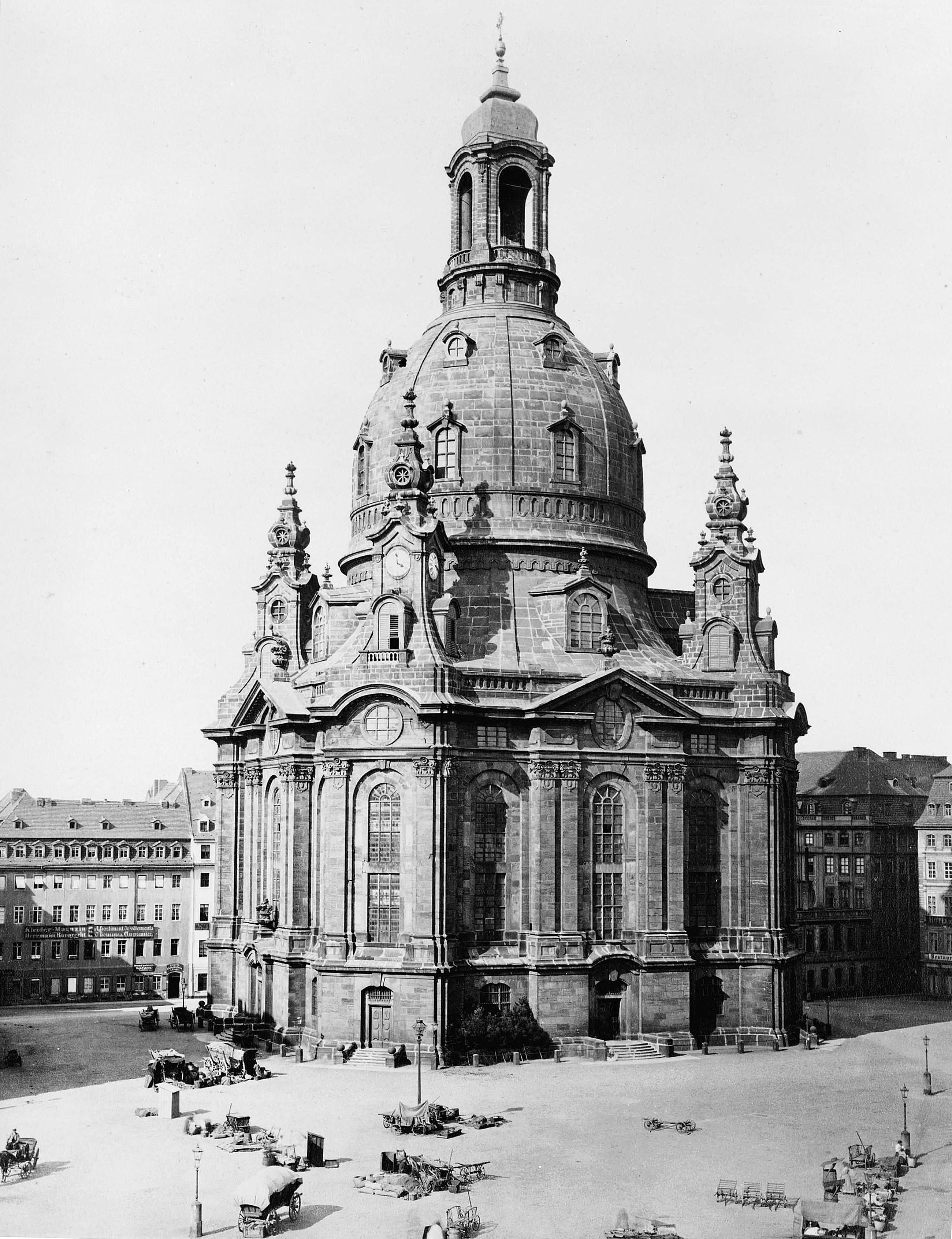
Frauenkirche, ok. 1875

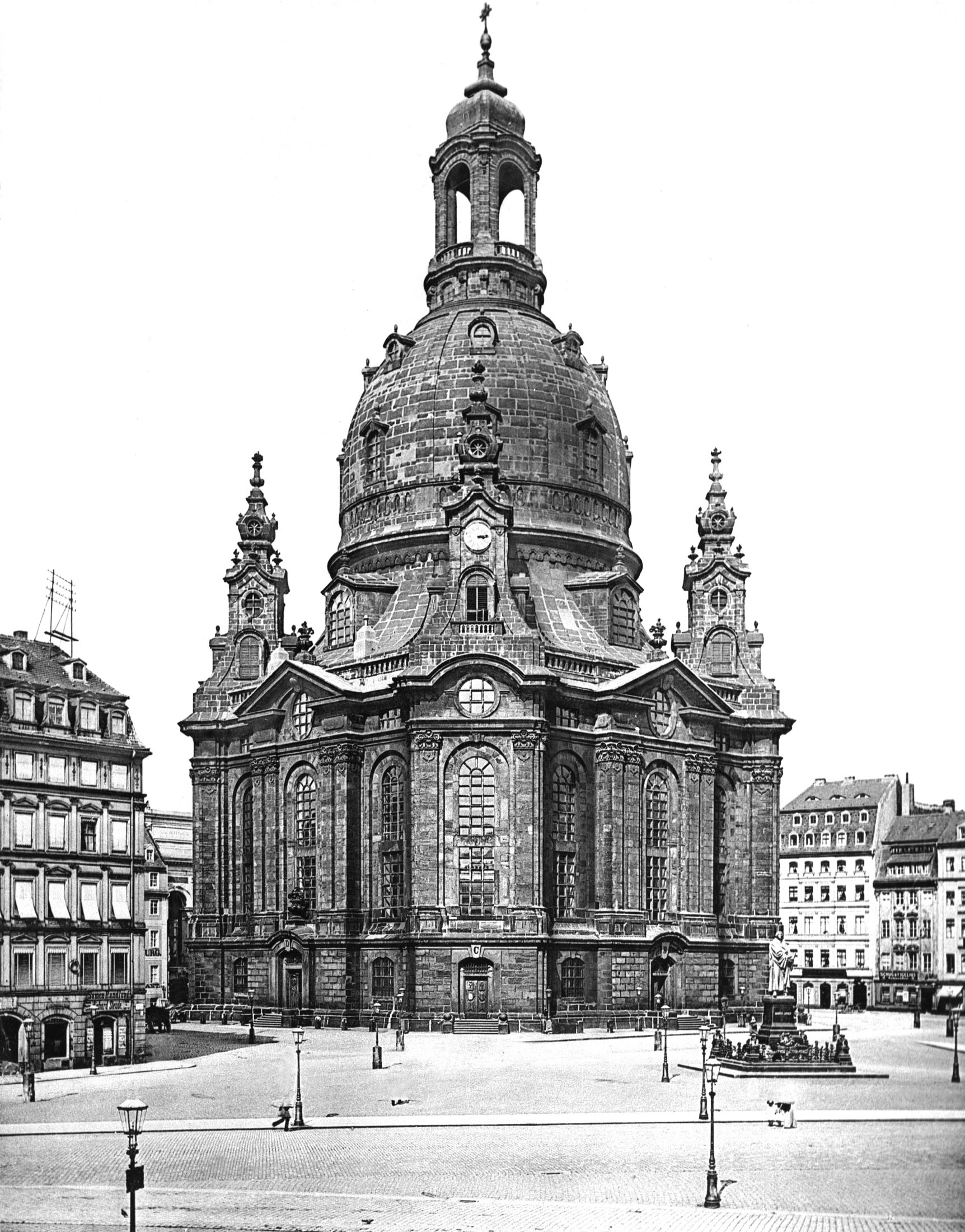
Frauenkirche, ok. 1897

Wobec powyższych okoliczności rada miejska Drezna zdecydowała w 1722 r. o rozbiórce starego kościoła i budowie na jego miejscu nowego. Zlecenie wykonania projektu otrzymał architekt miejski George Bähr. Prace nad nim zajęły 4 lata, pozwolenia na budowę udzielono 26 czerwca 1726, 26 sierpnia tego samego roku położono kamień węgielny i rozpoczęto budowę, która trwała do 1743. Jej koszty sięgnęły 288570 talarów, 13 groszy i 64,4 feniga, większość pieniędzy pochodziła z datków drezdeńskich mieszczan. Fundusz budowy zasiliły też środki z darowizn przeznaczonych pierwotnie dla protestantów z Salzburga, którzy, wypędzeni z powodu wiary, przebywali podówczas w Saksonii – ich pierwotni adresaci nie otrzymali żadnej pomocy.
Frauenkirche od początku wznoszono jako kościół luterański pomimo faktu, że elektorem Saksonii był wtedy katolik, August Mocny.
28 lutego 1734 ukończone wnętrze zostało poświęcone, uroczyste kazanie wygłosił superintendent Valentin Ernst Löscher, odegrano też utwory Theodora Christlieba Reinholda.
Konstrukcja zewnętrznej powłoki kopuły miała być pierwotnie wykonana z drewna i pokryta miedzią, Bähr od 1734 r. forsował jednak koncepcję wykonania jej z kamienia, gdyż w takiej wersji byłaby ona o wiele bardziej okazała. Ideę tę wspierał elektor Saksonii August III Sas, marzący o tym, by mieć w swojej stolicy obiekt podobny do weneckiego kościoła Santa Maria della Salute, leżącego u ujścia Canal Grande, dominującego w panoramie miasta. Ostatecznie pomysł zaakceptowano, jednak zgodnie z przewidywaniami, budowa zwieńczenia w takiej wersji przysporzyła dodatkowych trudności – w jej trakcie na kopule powstały rysy, z powodu których rozpoczęcie budowy latarni opóźniło się aż do 1741 r.
27 maja 1743, niedługo po piątej rocznicy śmierci Bähra, na szczycie latarni zamontowano krzyż i tym samym ukończono budowę. Superintendent Löscher zmienił pierwotną koncepcję słynnego architekta, który skłaniał się raczej ku zwieńczeniu kościoła obeliskiem lub piramidą, oraz sprzeciwił się żądaniom Henryka Brühla, który chciał, by na szczycie znalazł się obelisk w kształcie litery A, mający symbolizować panowanie Augusta Mocnego.
Frauenkirche należał do najbardziej znaczących protestanckich budowli sakralnych niemieckiego baroku. Kościół, zaprojektowany na planie centralnym, wieńczyła wykonana prawie w całości z piaskowcowych ciosów kopuła. Fascynowała ona swą wklęsłą u dołu formą, przypominała kształtem dzwon. Była to konstrukcja jedyna w swoim rodzaju, porównywalna z takimi dziełami, jak kopuła autorstwa Michała Anioła na bazylice św. Piotra w Rzymie. Świątynia zawdzięcza jej nazwę „Die Steinerne Glocke” (pol. Kamienny Dzwon). Spoczywała ona na 8 filarach nośnych we wnętrzu kościoła. Sąsiadujące poprzez osie przekątniowe kościoła pary filarów znajdowały się bliżej siebie, niż pary, które sąsiadowały ze sobą przez osie główne. W ten sposób poprzez rozsunięcie filarów podkreślono główne osie, które nadały rzutowi formę krzyża.
Obrys ścian zewnętrznych tworzył w przybliżeniu kwadrat, z którego wyłamywała się jedynie półokrągła wnęka dla chóru. Schody prowadzące ku kolistej emporze położonej między filarami zostały umieszczone w czterech przylegających do bryły budowli ryzalitach służących za oparcie kopuły. Na podniesioną w obrębie chóru posadzkę prowadzą dwuskrzydłowe wachlarzowe schody, flankujące pulpit-kazalnicę, za nimi znajduje się monumentalny barokowy ołtarz ukoronowany prospektem organowym. Ambonę dobudowano na lewym filarze ponad schodami dopiero później, z uwagi problemy z akustyką. Ławki w przestrzeni pod kopułą rozmieszczone są koncentrycznie wokół punktu położonego między pulpitem a ołtarzem, te stojące między oraz za filarami zwrócone są ku centrum kopuły. Rozmieszczenie ławek dodatkowo zaakcentowało zdefiniowaną przez architekturę obiektu dwoistość kompozycji wnętrza z konkurującymi ośrodkami centralnej nawy oraz przestrzeni chóru. Proporcje smukłych filarów oraz wysokich, wąskich okien przypominały te spotykane w katedrach gotyckich. Charakterystyczna koncepcja kościoła tchnęła nowego ducha w liturgię obrządku protestanckiego, ołtarz oraz prezbiterium znajdowały się dokładnie w centrum uwagi całego zgromadzenia wiernych.
Kościół miał całkowitą wysokość 91,23 m, 41,96 m szerokości oraz 50,02 m długości. Zbudowana z saksońskiego piaskowca, ważąca około 12000 ton kopuła o zewnętrznej średnicy 26,15 m na dole oraz w przybliżeniu 10 m na górze, rozpoczynała się na wysokości około 40 m, zaś latarnia – 62 m nad powierzchnią Neumarkt.

### Historia kościoła do 1945 r.
Szereg niedociągnięć konstrukcyjnych spowodował konieczność dokonywania okresowych napraw, związanych zwłaszcza z murowaną kopułą. Jej ciężar spoczywał na ośmiu wewnętrznych filarach rozmieszczonych w nawie, podczas gdy George Bähr przewidywał odprowadzenie części ciężaru zwieńczenia budowli na ściany zewnętrzne. Do budowy filarów nośnych użyto zbyt miękkiego piaskowca oraz złej jakości zaprawy. Siły ściskające pochodzące od kopuły doprowadziły do ich zgniecenia, a w konsekwencji do zmniejszenia spójności wszystkich elementów podporowych. Nacisk na poziomie głównego gzymsu spowodował powstanie rys w obrębie kapiteli filarów. W 1735 roku, zaledwie po roku od poświęcenia kościoła, zaistniała konieczność spięcia ich żelaznymi klamrami oraz ponownego otynkowania. Przy budowie kopuły w 1736 wbudowano w nią żelazne wieńce, aby zwiększyć stabilność konstrukcji.
Podczas wojny siedmioletniej kopuła została w 1760 r. ostrzelana przez pruską artylerię, świadkowie twierdzili, że wytrzymała ona ponad 100 trafień kulami armatnimi. Okazała się na tyle wytrzymałą, że pociski odbijały się od niej, a kościół bez większych zniszczeń przetrwał oblężenie, działania wojenne pozwoliły jednak dokonać napraw dopiero w 1765. Ponownie zabezpieczono trzony filarów klamrami i obejmami, aby powstrzymać osiadanie kopuły. W latach 1821–1822 dokonano pierwszej renowacji architektury zewnętrznej: wypielono rośliny, przespoinowano na nowo mur oraz umocowano wcześniej częściowo luźno spoczywające elementy kamienne. W 1844 r. po raz kolejny zaistniała konieczność odnowienia kościoła – przenikanie wilgoci oraz brak ogrzewania zaszkodziły trwałości drewnianego wyposażenia, które częściowo musiało ulec wymianie.
W 1849 r. Frauenkirche znalazł się w centrum wydarzeń znanych jako powstanie drezdeńskie, będących jednym z ostatnich aktów Wiosny Ludów. Na Neumarkt stanęły barykady, zacięte walki trwały wiele dni, zanim rebelianci zostali otoczeni w kościele i aresztowani.
Dalsze zabiegi konserwatorskie przeprowadzono między innymi w 1861, jednak głównego problemu zapadającej się pod własnym ciężarem kopuły nie udało się rozwiązać.
Wewnętrzne filary, zbudowane z czystego piaskowca, musiały być wzmacniane innymi materiałami. Do tego doszły częste naprawy kapiteli oraz trzonów filarów, gdyż odchylały się one od pionu. W 1930 r. wbudowano w filary stalowe opaski, niektóre z nich udało się odnaleźć w ruinach. Nieco później umieszczono w konstrukcji liczne stalowe kotwy, nie dało to jednak oczekiwanych rezultatów.
Dopiero w 1938 r. udało się znaleźć rozwiązanie, jednak jego realizacja wiązała się z koniecznością przeprowadzenia długotrwałych i skomplikowanych napraw, aby kościół mógł dalej istnieć. Po oględzinach stanu budynku dokonanych przez Georga Rütha, wmontowano żelbetowe ściągi pomiędzy ośmioma głównymi filarami oraz wzmocniono kopułę żelbetowym wieńcem. Poszczególne części budynku zostały ze sobą spojone, przez co powstrzymano ich rozsuwanie się i zapewniono stabilność całości konstrukcji. Roboty te ukończono w 1942 i były to ostatnie prace remontowe wykonane w kościele przed jego zniszczeniem.

### Parafie i pastorzy do 1945 r.

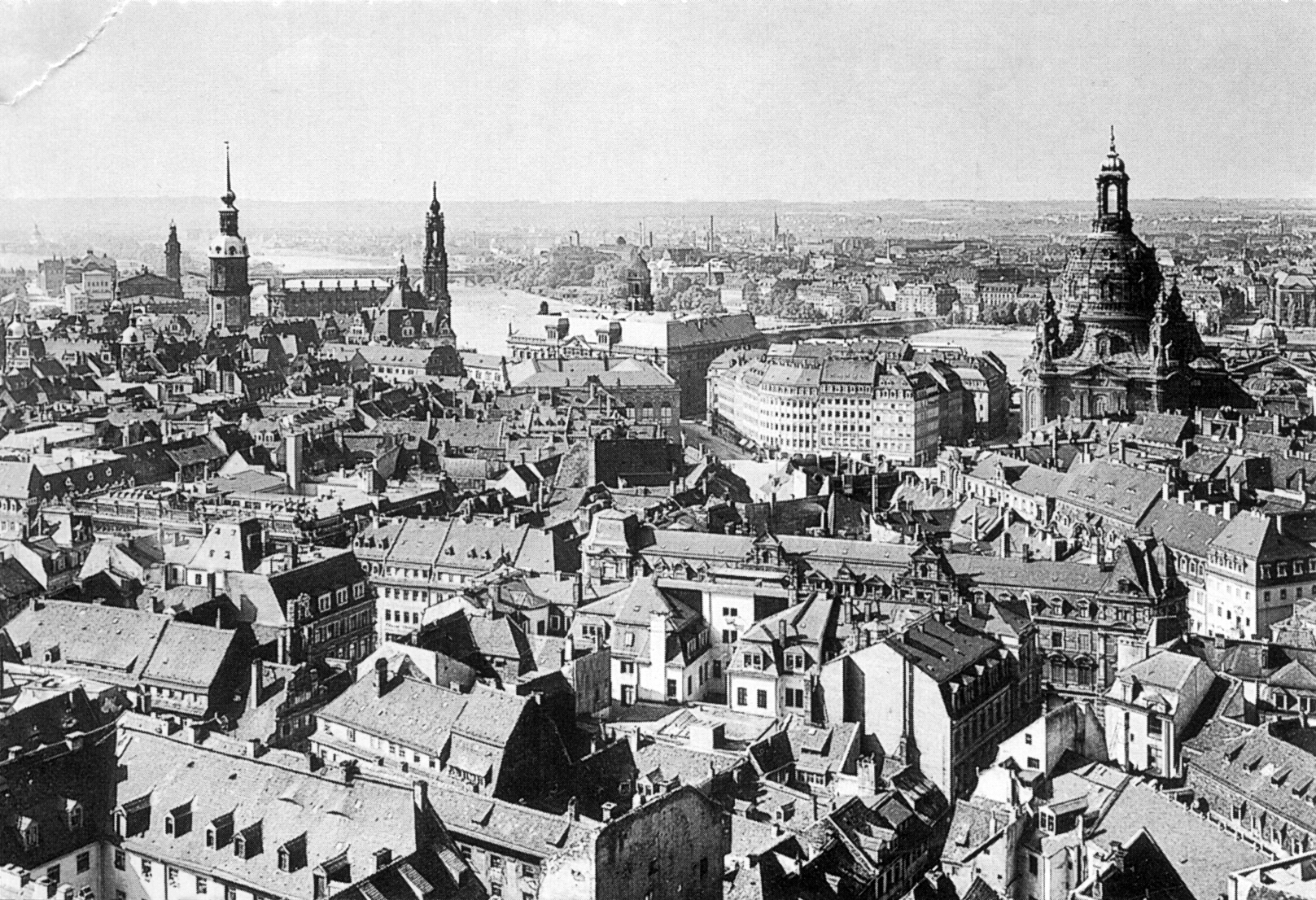
Frauenkirche w panoramie miasta, 1910 r.

Od czasu wzniesienia kościół znajdował się w posiadaniu parafii ewangelicko-luterańskiej. W latach 1930–1937 funkcję plebana sprawował superintendent okręgu kościelnego Drezna Hugo Hahn. Pleban oraz parafia należały do Kościoła Wyznającego, założonego w wyniku konfliktu kościoła z państwem jako przeciwwaga dla ruchu Niemieckich Chrześcijan, popierających Hitlera. Hahn był nastawiony krytycznie do narodowego socjalizmu, za co został 12 maja 1938 r. usunięty z Saksonii przez Gestapo. Przebywając poza parafią wystosował do wiernych list pasterski ostrzegający przed zagrożeniem dla wiary chrześcijańskiej ze strony narodowych socjalistów.
Od tego momentu aż do 1945 r. Frauenkirche pozostawał pod kontrolą hierarchów związanych z Niemieckimi Chrześcijanami. Mianowanego na miejsce Hahna superintendenta Arthura Schuknechta zmienił w 1942 superintendent Max Krebs (urodzony 4 lutego 1885 w Rochlitz). Krebsa uważano za radykalnego zwolennika Niemieckich Chrześcijan oraz zadeklarowanego narodowego socjalistę. W 1945 r. został aresztowany przez sowiecką armię okupacyjną, później zaginął i ostatecznie w 1972 r. sąd okręgowy w Dreźnie uznał go za zmarłego.

## Zniszczenie podczas drugiej wojny światowej

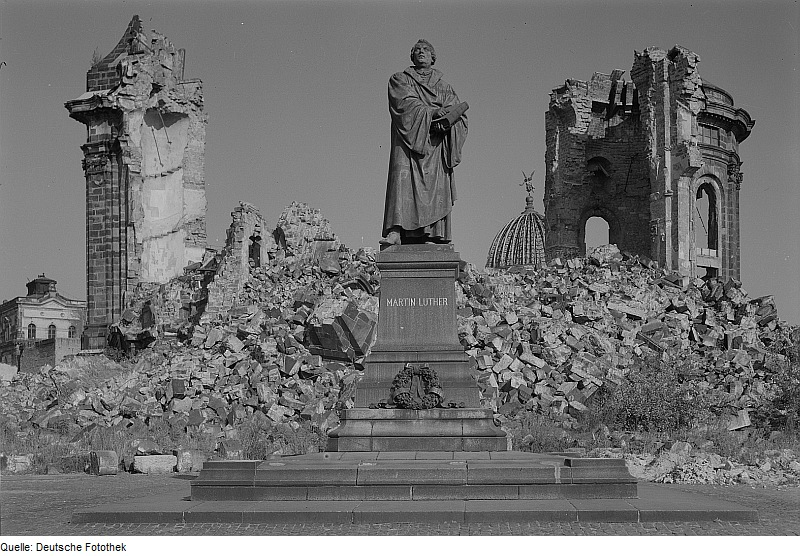
Zniszczony kościół NMP. Na pierwszym planie pomnik Marcina Lutra

Po nalotach amerykańskich i brytyjskich bombowców na Drezno w nocy z 13 na 14 lutego 1945 kościół został całkowicie wypalony. Część okien wprawdzie wcześniej zamurowano, lecz pozostałe zostały zniszczone lub poważnie uszkodzone przez wybuchy bomb oraz płomienie. Frauenkirche był bezbronny wobec szalejącego ognia trawiącego centrum miasta, temperatury osiągały nawet do 1200 stopni Celsjusza.
W podziemiach kościoła znajdowało się archiwum filmowe Luftwaffe. Filmy utrwalano w tamtych czasach na taśmach celuloidowych, które są łatwopalne i przy spalaniu wydzielają bardzo dużo ciepła. Przez wiele lat wysuwano hipotezę, jakoby miały się one przyczynić do podsycenia płomieni i w efekcie zawalenia się budowli. Jako że ekipy archeologiczne przeczesujące ruiny w ramach przygotowań do odbudowy odnalazły niektóre z nich w stanie praktycznie nienaruszonym, po dokładnych badaniach uznano tę hipotezę za błędną. Głównym powodem runięcia Frauenkirche było zbudowane w znacznej części z drewna wyposażenie wnętrza, które po stopieniu się okien zajęło się ogniem. Piaskowiec nie ma tak wysokiej odporności na wysokie temperatury jak kamień wapienno-krzemianowy, z którego wzniesiono przykładowo kościół św. Krzyża, czy też katedrę św. Trójcy. Budulec rozszerzał się w wyniku wzrostu temperatury, aż w końcu pojawiły się rysy i zaczął pękać, przez co utracił nośność.
Po nalocie na Neumarkt nie ostał się ani jeden dom. Pomnik Marcina Lutra stojący przed kościołem został poważnie uszkodzony. Frauenkirche płonął jeszcze przez długi czas po nalocie, jednak kopuła w dalszym ciągu trwała na swoim miejscu. Pozwoliło to na ewakuację ponad 300 ludzi, którzy szukali schronienia w krypcie kościoła. Rankiem 15 lutego o godzinie 10:00 wewnętrzne filary, bardzo kruche w wyniku naprzemiennego oddziaływanie gorąca oraz chłodu, straciły zdolność utrzymania olbrzymiego ciężaru sklepień wraz z kamienną kopułą. Wnioskując z położenia niezawalonych elementów, czyli ściany obwodowej chóru aż do belkowania oraz północno-zachodniego narożnika, udało się ustalić, że jeden z filarów w południowo-zachodnim narożniku z powodu niewytrzymałości materiału runął. Cały ciężar budynku oparł się gwałtownie na południowo-zachodniej stronie, co wywołało zawalenie się dalszych filarów. Z powodu zwiększenia się obciążeń rozpadły się zewnętrzne mury, w konsekwencji czego budowla zapadła się z głośnym łoskotem. Ogromna chmura czarnego pyłu wzleciała w powietrze. Wydarzenie to dla niektórych mieszkańców miasta swą dramaturgią przewyższyło wcześniejsze, olbrzymie przecież zniszczenia – oto pogrzebana została ostatnia nadzieja na to, że ze starego Drezna coś przetrwa. W miejscu, w którym niegdyś stał kościół, leżała jedynie wielka sterta gruzu. Ołtarz autorstwa Johanna Christiana Feigego został częściowo uchroniony od zniszczenia, gdyż roztopiony stop cyny z ołowiem z organów Silbermanna, które nie przetrwały, zakonserwował część elementów, a odpadłe fragmenty drewniane organów osłabiły impet uderzenia opadających elementów walącej się kopuły.
Budowla zniknęła z panoramy miasta a sczerniałe kamienie oczekiwały w stercie gruzu przez 45 lat, podczas gdy władze komunistyczne rządziły Niemcami Wschodnimi.

## W Niemczech wschodnich – pomnik przeciw wojnie

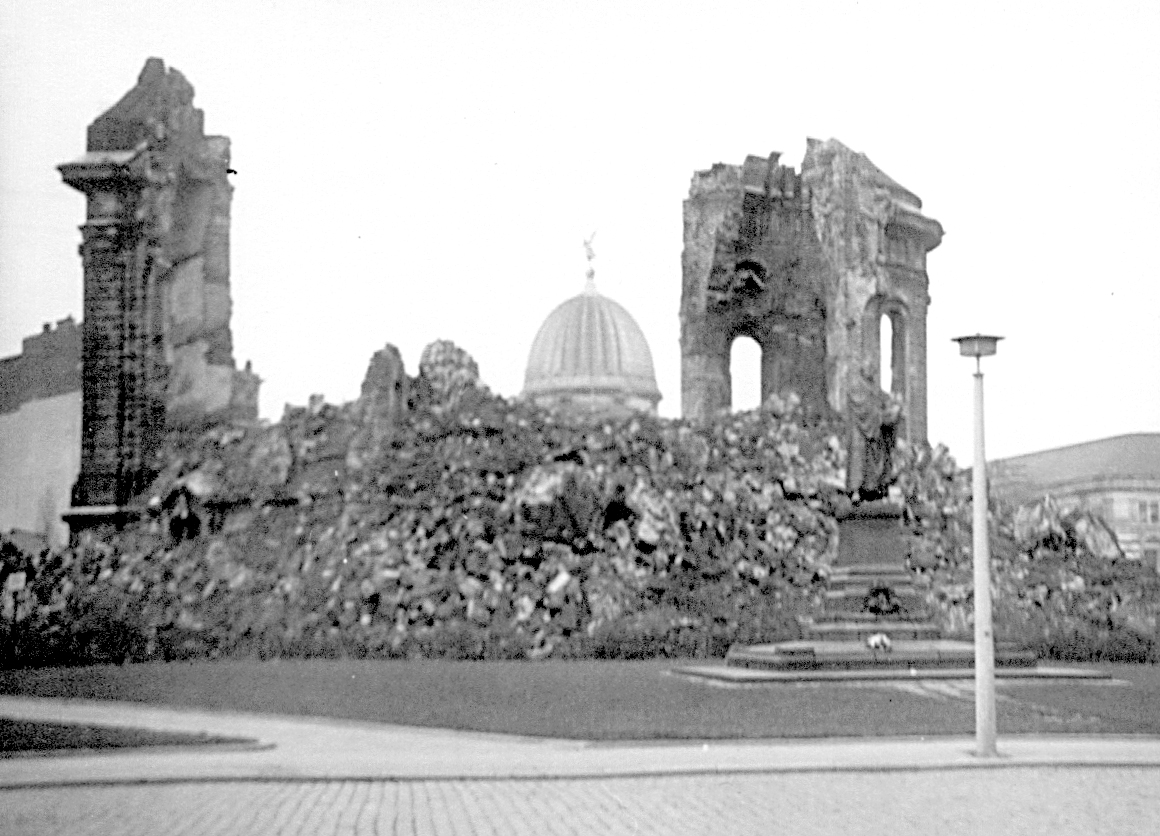
Ruiny Frauenkirche, ok. 1970

Odbudowę kościoła planowano już w ostatnich miesiącach II wojny światowej, jednak ze względu na zamieszanie panujące w Rzeszy, żadnych działań nie podjęto i rekonstrukcja nie doszła do skutku.
Już krótko po wojnie mieszkańcy Drezna rozpoczęli ratowanie i katalogowanie pozostałości w celu wykorzystania ich w późniejszej rekonstrukcji. Z inicjatywy saksońskiego konserwatora zabytków Hansa Nadlera przeprowadzono pierwsze badania mające stanowić wstęp do odbudowy. W 1947 zabezpieczono oraz zamurowano pozostałości ołtarza, by zabezpieczyć je przed szkodliwym wpływem warunków atmosferycznych. Zinwentaryzowano oraz złożono do składu przy Salzgasse 850 kamieni. Na żądanie rady miejskiej w 1959 połowy tych kamieni użyto do wyłożenia chodnika Tarasów Brühla, połowa z nich uniknęła tego losu i wróciła na stertę gruzu. Zakrojona na szeroką skalę z inicjatywy władz komunistycznych akcja uprzątania gruzów w śródmieściu zniweczyła nadzieje na szybką odbudowę. Jednakże podjęta w 1962 próba oczyszczenia gruzowiska dla pozyskania większej powierzchni parkingowej nie powiodła się. Doszło do protestów mieszkańców, jak i również brakowało na ten cel niezbędnych pieniędzy. Zamiast tego gruzowisko obsadzono różami.
Przez 40 lat czasów NRD Frauenkirche pozostawał w charakterze pomnika ruiną w środku miasta, podobnie jak ruina berlińskiego kościoła Pamięci. Wielu ocalałych mieszkańców upamiętniało tu zabitych w bombardowaniach członków rodzin, którzy nie mieli swoich grobów.
Władze NRD w 1966 r. oficjalnie ogłosiły ruinę pomnikiem przeciw wojnie, stała się ona bezpośrednim odpowiednikiem katedry w Coventry, która została zniszczona podczas niemieckiego nalotu w 1940 i do dziś pozostała trwałą ruiną. Używano ich odtąd podczas państwowych uroczystości upamiętniających dzień zniszczenia Drezna. 13 lutego 1982 na ruinach Frauenkirche drezdeńscy chrześcijanie po raz pierwszy upamiętnili okropieństwa wojny w ciszy, niezależnie od obchodów państwowych. Doprowadziło to do jednoczenia się w kolejnych latach na ruinach grup NRD-owskiego Ruchu Obrońców Praw Obywatelskich i NRD-owskiego Ruchu na Rzecz Pokoju, by w ciszy upamiętniać wojnę. Próby zakazania tych spotkań przez władze nie odniosły większych rezultatów.
Saksoński kościół planował w tamtym czasie konserwację ruiny, by mogła służyć za pomnik pojednania. W podziemiach miała zostać zorganizowana wystawa historii kościoła, miały służyć także jako „miejsce ciszy”. Pojawiła się rządowa idea rekonstrukcji kościoła za pieniądze z zachodu, została ona jednak odrzucona przez synod landu Saksonia. Wsparła go zresztą część ruchów pacyfistycznych.
W 1985 r., gdy kończono rekonstrukcję Opery Sempera, rada miejska Drezna opracowała długofalowy plan odbudowy kolejnych zabytków, który uwzględniał również odbudowę Frauenkirche tuż po ukończeniu prac nad Zamkiem Drezdeńskim. Jako główne powody podano między innymi postępujący rozpad ruiny, a co za tym szło degradację jej pomnikowego charakteru. Z powodu zmian ustrojowych plany te stały się jednak nieaktualne.

## Odbudowa

### Podstawowe założenia
Rekonstrukcja opierała się na trzech podstawowych założeniach:
- Frauenkirche powinien być odbudowany przy możliwie największym wykorzystaniu oryginalnego budulca oraz w oparciu o oryginalne plany.
- Przy odbudowie wykorzystane zostaną osiągnięcia współczesnej sztuki budowlanej, szczególnie w zakresie stabilności oraz statyki konstrukcji budowli.
- Pod uwagę wzięte zostaną XXI-wieczne standardy użytkowania budynków.

Przez daleko idące użycie oryginalnego budulca, pamięć o zniszczeniu żyć będzie jeszcze długie lata. Ciemne zabarwienie starych kamieni oraz różnice w rozmiarach między nowymi a starymi elementami przypominają ślady po zagojonych ranach. Tak więc Frauenkirche również w dalekiej przyszłości będzie przypominał o dramatycznej historii swojego zniszczenia. Jednocześnie jednak będzie stanowił świadectwo przezwyciężania wrogości oraz będzie stanowił znak nadziei oraz pojednania.

### Finansowanie
Pomimo przejściowych braków pieniędzy nie dochodziło do przerw w odbudowie. Obok funduszy zebranych przez „Gesellschaft zur Förderung des Wiederaufbaus der Frauenkirche e. V.” oraz „Stiftung Frauenkirche”, bardzo znaczący wkład wniósł również Dresdner Bank, inicjując sprzedaż cegiełek o wartościach od 250 do 10 000 euro. Przyniosły one 75 milionów euro, które znacznie przyczyniły się do zabezpieczenia finansowego odbudowy. 31 milionów euro wyłożyło też „Gesellschaft zur Förderung des Wiederaufbaus der Frauenkirche in Deutschland”. Na znak pojednania brytyjskie „Dresden Trust” pod zarządem Allana Russela uzbierało w Wielkiej Brytanii ponad milion euro datków.
Amerykański laureat Nagrody Nobla w dziedzinie medycyny Günter Blobel, z pochodzenia Niemiec, przeznaczył znaczną część nagrody na odbudowę. Drezdeński trębacz Ludwig Güttler przekazywał zyski uzyskane ze swoich koncertów oraz fundusze z nagrody państwowej otrzymanej w NRD. Bank Drezdeński przeznaczył w 1997 5 milionów marek na sklepienie kopuły.
Z datków udało się pokryć około 2/3 kosztów budowy, wynoszących łącznie 179 milionów euro. Brakujące 65 milionów wyłożyło miasto Drezno, Kraj Związkowy Saksonia oraz Rząd Federalny.

### Technologie
W zgodności z założeniami, mówiącymi, że przy odbudowie zostaną użyte historyczne materiały oraz współczesna wiedza oraz technologie budowlane, należało wyjaśnić kilka kwestii technologicznych.
Koniecznym było dostosowanie statyki zawartej w planach starego kościoła do współczesnych realiów. Podczas budowy trzeba było przenieść i przetworzyć 13 000 m³ piaskowca tak, by spełniał najwyższe wymagania stawiane przez Związek Murarski (niem. Mauerwerksverbund). Każdy element z osobna wyniesiono i poddano pomiarom. Należało zaprojektować i zbudować nietypowe rusztowania, niespotykane już w dzisiejszych czasach na placach budowy. I w końcu należało zadbać o ochronę przed warunkami atmosferycznymi, tak by budowę w jak największym stopniu uniezależnić od pogody.

#### Stabilność
Dla zapewnienia wierności odbudowy w stosunku do oryginalnej budowli, należało najpierw stworzyć podstawy w postaci planów budowlanych. Celem było odtworzenie utraconej w wyniku zniszczenia kościoła geometrii oraz sporządzenie na jej podstawie nowych planów budowlanych, a także jej ulepszenie i wyeliminowanie popełnionych w pierwszym projekcie błędów.
Przedsięwzięciu temu sprzyjała znaczna ilość źródeł, na których można się było opierać. W archiwach znajdowały się historyczne plany oraz szkice, których wartości nie sposób było nie docenić. Pomocna okazała się również dokumentacja tworzona podczas prac konserwatorskich w XIX i XX wieku, na którą składały się m.in. wyniki pomiarów oraz liczne zdjęcia. W 1993 ruiny poddano serii badań fotogrametrycznych, aby przy pomocy dostępnych fotografii wiernie odtworzyć wnętrze lub choćby jego trójwymiarowy zarys. Technologia ta, choć użyta w nieco inny sposób, okazała się użyteczna także przy odtwarzaniu kształtu kopuły na podstawie dostępnych planów oraz zdjęć. W końcu ruina sama w sobie, jako że zawierała ocalałe zarówno duże, jak i małe fragmenty konstrukcji, stanowiła ogromne źródło informacji.
Przy użyciu najnowszej dostępnej techniki komputerowej oraz pozyskanych informacji stworzono trójwymiarowy model budowli. Nie był to jednakże jeszcze ostateczny projekt – ze względu na duży stopień skomplikowania barokowej bryły budowli, obfitującej w liczne skomplikowane krzywizny, jego opracowanie stanowiło duże wyzwanie. Komputerowe algorytmy, chociaż były w stanie zastąpić człowieka przy dużej liczbie prac, nie były w stanie naśladować kreatywności oraz finezji ludzkich inżynierów oraz architektów. Ich zadania polegały głównie na zapewnieniu spójności oraz stabilności konstrukcji.
W efekcie rekonstrukcja przyczyniła się do wielu korekt oryginalnego projektu tak, aby nowy kościół nie posiadał wad konstrukcyjnych swego pierwowzoru. Dla przykładu wprowadzono restrykcyjne normy dotyczące dokładności prac murarskich, stabilność wewnętrznej konstrukcji kopuły wspomaga specjalna obejma w formie stalowego pierścienia. Empory nie zawierają już podporowych elementów drewnianych, lecz stalowe (takie właśnie elementy wprowadzono do konstrukcji podczas prac w latach 30’). Ulepszono także przekaz sił pomiędzy poszczególnymi dźwigarami.

#### Ochrona przed warunkami atmosferycznymi
Specjalnie na potrzeby odbudowy opracowano osłonę chroniącą przed wpływem warunków atmosferycznych, która mogła być po osiągnięciu odpowiedniej fazy budowy podwyższana przy użyciu podnośników hydraulicznych. Umożliwiła ona nieprzerwane prowadzenie robót w każdych warunkach i przy każdej pogodzie, także w zimie.

### Dokumentowanie ruiny
Począwszy od 4 stycznia 1993, rozpoczęto wynoszenie i dokumentowanie ruiny kamień po kamieniu. Wszystkie nadające się jeszcze do ponownego użycia elementy zostały zmierzone, skatalogowane i zmagazynowane. Z położenia w gruzach, za pomocą specjalnie do tego celu stworzonych komputerowych programów geolokacyjnych, można było ustalić przybliżone oryginalne położenie w budowli wielu z nich. Łącznie udało się odzyskać ponad 8000 elementów, do późniejszej odbudowy użyto 3539, które zostały wbudowane w zewnętrzną fasadę.

### Prace kamieniarskie

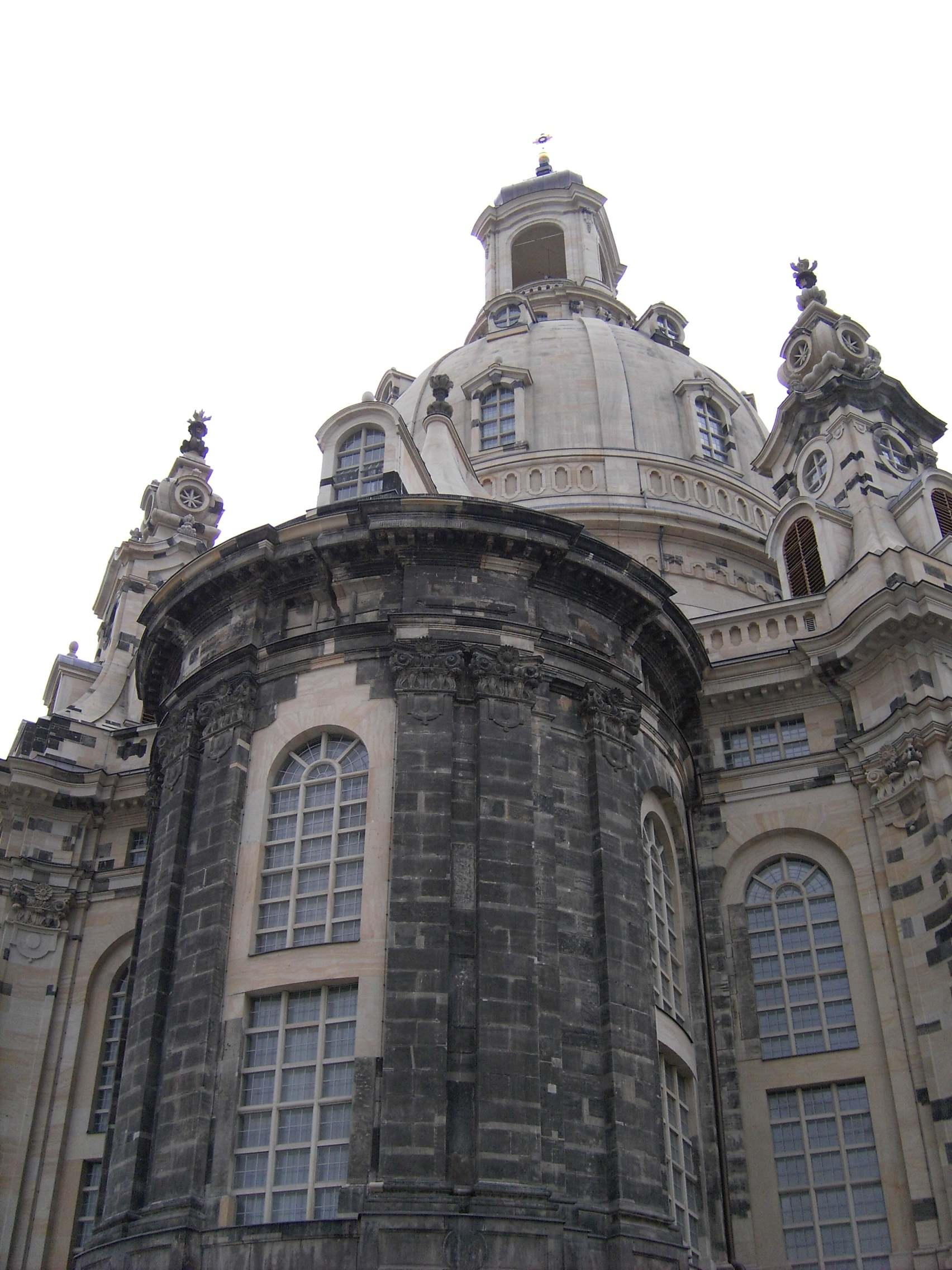
Widok od południa, widoczny największy ocalały fragment ściany włączony w nową konstrukcję

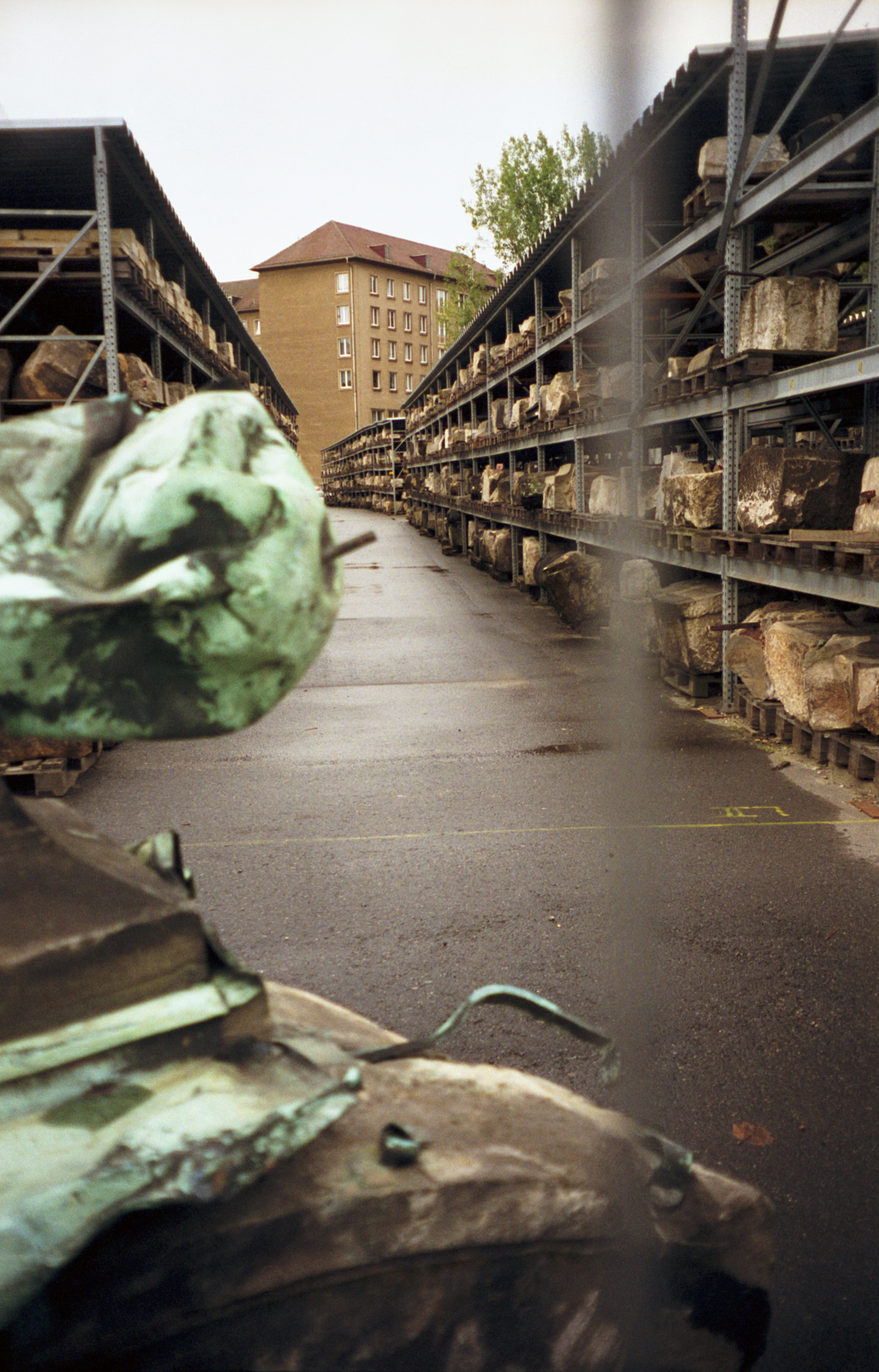
Skatalogowane elementy, 1999

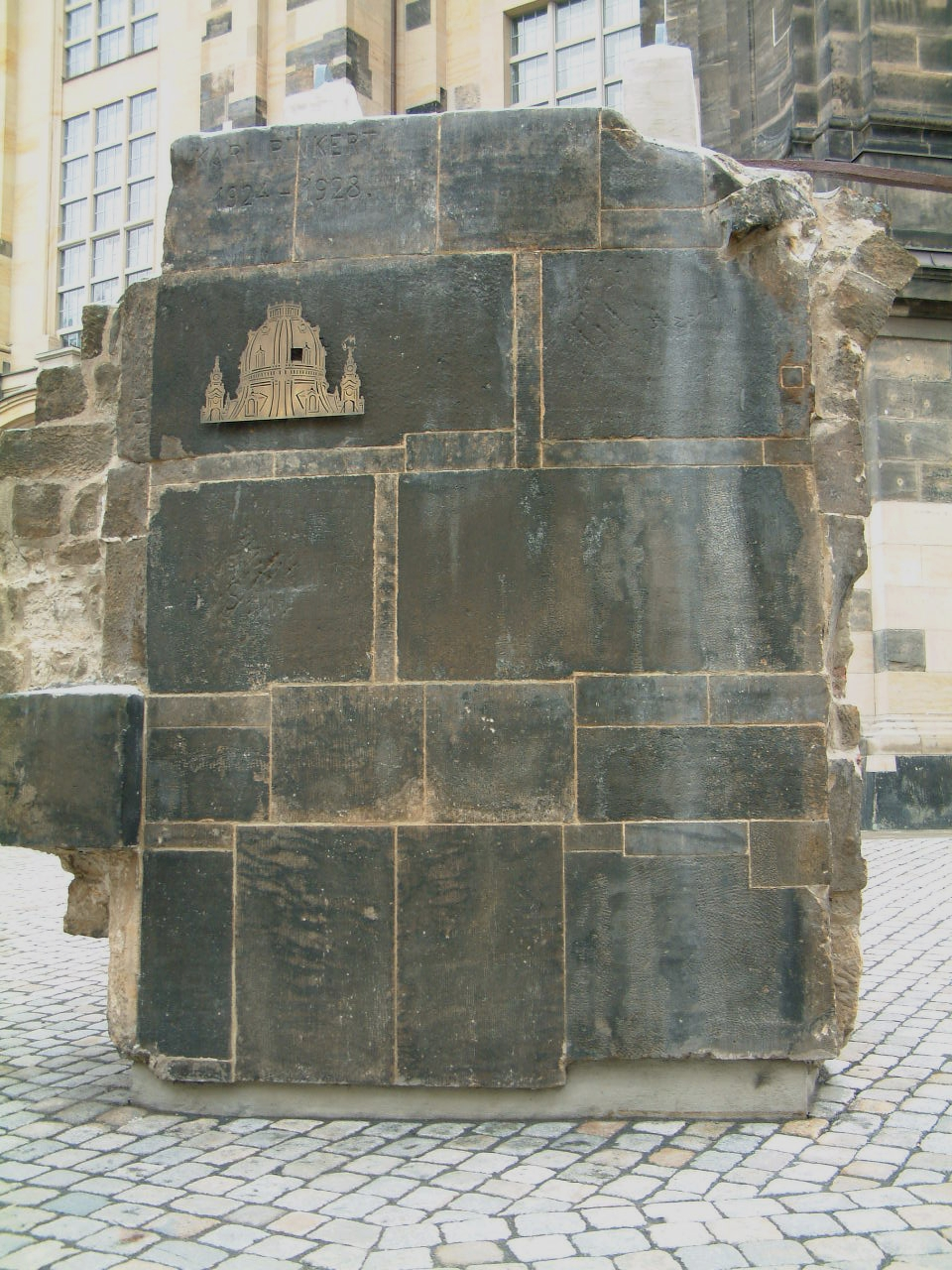
Jeden z niewykorzystanych fragmentów kopuły wystawiono obok kościoła na pamiątkę zniszczenia

Podczas rekonstrukcji odbywającej się pod nadzorem kościelnego architekta i inżyniera, Eberharda Burgera, korzystano z pochodzących z 1720 oryginalnych planów Georga Bähra, do ich realizacji używano jednak wielu nowoczesnych technologii.
Odzyskanych z ruiny elementów używano w miarę możliwości do odbudowy, ocalałe pozostałości wież narożnych oraz chóru również wcielono do nowej konstrukcji. Sporo dużych odnalezionych elementów wróciło na w przybliżeniu swoje miejsce – za pomocą symulacji komputerowej pozwalającej przemieszczać obiekty w środowisku trójwymiarowym w niezliczonych kombinacjach badano oryginalne położenie poszczególnych ocalałych elementów na podstawie ich położenia w ruinach. Większość z ocalonych 43 procent oryginalnego budulca znalazła się w konstrukcji nowego kościoła – ostatecznie elementy pochodzące z ruiny stanowią w przybliżeniu 34% nowej konstrukcji.
Tylko podczas budowy skomplikowanej kopuły użyto, ze względu na stabilność konstrukcji, wyłącznie nowych materiałów. Kamienie budujące kopułę narażone są na działanie szczególnie dużych ciężarów, sił i obciążeń. Ponieważ oryginalne elementy zostały poddane działaniu wysokich temperatur, nie chciano narażać ich użyciem na szwank stabilności konstrukcji.
Z powodu ciemnej patyny pokrywającej stary budulec, powstałej w wyniku działania wysokiej temperatury i wieloletniej ekspozycji na warunki atmosferyczne, która wywołuje naturalny proces odbarwiania piaskowca poprzez utlenianie zawartego w nim żelaza, nowe i stare elementy mocno ze sobą kontrastują, sprawiając, że budynek przypomina układankę. Nowe elementy z czasem również stopniowo ściemnieją, jednak różnica pomiędzy starym a nowym budulcem będzie wyraźnie widoczna jeszcze przez wiele lat po rekonstrukcji.
Dwa stalowe wieńce oraz osłonięta stalowa konstrukcja nośna wzmacniają dawną konstrukcją. Elementy stalowe można łatwo wymieniać w miarę potrzeb, jako że system zabezpieczeń zaprojektowano tak, by był łatwo dostępny.
Dzięki nowoczesnym metodom produkcji, bloki z piaskowca tworzące filary nośne dopasowano z milimetrową precyzją. Geometrię ponad 560 elementów, z których zbudowano kopułę zaprojektowano przy użyciu programów komputerowych stosowanych w przemyśle lotniczym w taki sposób, by równomiernie rozłożone siły nie powodowały powstawania rys jej konstrukcji, co było największym mankamentem oryginalnego kościoła.
Specjalnie na potrzeby odbudowy kopuły na Uniwersytetach w Dreźnie oraz w Karlsruhe prowadzono dwuletni program badawczy. Przykładowo, niezbędne było opracowanie specjalnego składu zaprawy murarskiej, dzięki której konstrukcja może oprzeć się destruktywnemu wpływowi deszczu. Oryginalny projekt zakładał zresztą budowę miedzianego dachu, kamienna kopuła powstała tylko dlatego, że budowniczowie musieli liczyć się z kosztami.

### Coventry i ostatni kamień
Krzyż pojednania to nie jedyne nawiązanie do Anglii. W latach 1956–1962 między innymi za niemieckie pieniądze budowano nową katedrę w Coventry, gdyż stara została zniszczona w wyniku nalotu 14 listopada 1940. W trakcie jej budowy używano w nowej konstrukcji starych elementów – co korespondowało z ówczesnym duchem czasu.
13 kwietnia 2004 ostatni element kopuły został umieszczony na miejscu, co zakończyło właściwą budowę. 22 czerwca 2004 drewnianą konstrukcję pokrytego miedzią zwieńczenia wraz z krzyżem osadzono na latarni ponad kopułą, dzięki czemu Frauenkirche osiągnął wysokość 91,24 metra i jest tym samym najbardziej rzucającym się w oczy symbolem Drezna.

### Prace wykończeniowe
Budowniczy dysponowali jedynie pobieżnym opisem niezwykle szczegółowo niegdyś wykonanej snycerki dębowych drzwi wejściowych. Gdy nadszedł czas by wykonać replikę, wystosowano apel o stare fotografie. Ponieważ ludzie, a w szczególności nowożeńcy, często robili sobie zdjęcia pod bramą kościoła, w odpowiedzi uzyskano olbrzymią liczbę zdjęć, a nawet całe albumy ślubne, co pozwoliło wiernie odtworzyć każdy detal.
Podczas odbudowy wnętrz wstawiono ławki oraz wykonano nowe malowidła. Przy ich rekonstrukcji opierano się na tysiącach starych fotografii, wspomnieniach wiernych i dostojników kościelnych, a także niemalże rozpadających się ze starości poleceniach zakupu, w których opisano ze szczegółami moździerze i pigmenty, których używano do produkcji farb (tak, jak w XVIII wieku, zużyto mnóstwo jaj, by sprawić, by kolor barwnika nadał wnętrzu nieomalże luminescencyjny blask).
Wczesnym latem 2005 zamontowano wyposażone w 4873 piszczałki organy wykonane przez Daniela Kerna, wytwórcę organów ze Strasburga. Odlany z brązu pomnik Marcina Lutra, dzieło rzeźbiarza Adolf von Donndorfa z 1885 r., przetrwał bombardowanie. Został odrestaurowany i powrócił na swoje dawne miejsce przed wejściem do kościoła. Platforma widokowa, znajdująca się na wysokości 67 m, z której można podziwiać panoramę miasta, została udostępniona zwiedzającym po raz pierwszy 1 lutego 2005. Z okazji 60 rocznicy bombardowań, 13 lutego 2005 we Frauenkirche odbyły się uroczystości upamiętniające.
Ostatecznie wszystkie prace ukończono w 2005 r., rok przed planowanym terminem, którym była 800. rocznica istnienia miasta.

### Zwieńczenie odbudowy: uroczyste poświęcenie
30 października 2005 Frauenkirche został ponownie konsekrowany, czym przywrócono mu dawną funkcję świątyni. Biskup Saksonii Jochen Bohl poświęcił chrzcielnicę, pulpit oraz kościół jako całość. Podczas uroczystości do kościoła wróciło także wyposażenie liturgiczne. Uroczystość odbyła się w obecności 1700 zaproszonych gości, m.in. Księcia Kentu, ambasadorów Wielkiej Brytanii Stanów Zjednoczonych i Francji, oraz tysięcy ludzi zgromadzonych na Neumarkt. W uroczystości brali również udział prezydent RFN Horst Köhler oraz kanclerz Gerhard Schröder.
Po kościelnych uroczystościach, prezydent Republiki Federalnej Niemiec Horst Köhler wygłosił przymówienie, w którym odniósł się do Frauenkirche jako symbolu jedności Niemiec. Następnie biskup Jochen Bohl złożył podziękowania odpowiedzialnym z odbudowę i ją wspomagającym – w pierwszej kolejności Hansowi Nadlerowi, który nie dożył ukończenia odbudowy, a także dyrektorowi całego przedsięwzięcia Eberhardowi Burgerowi oraz trębaczowi Ludwigowi Güttlerowi. Dalsze uroczystości odbywały się następnego dnia, 31 października, w którym przypada Święto Reformacji.

### Postęp odbudowy – galeria

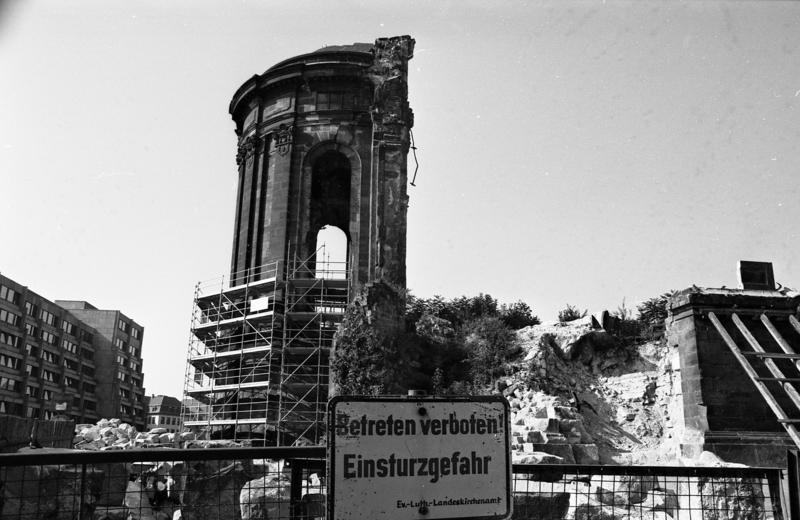
Orusztowana ruina, 1991
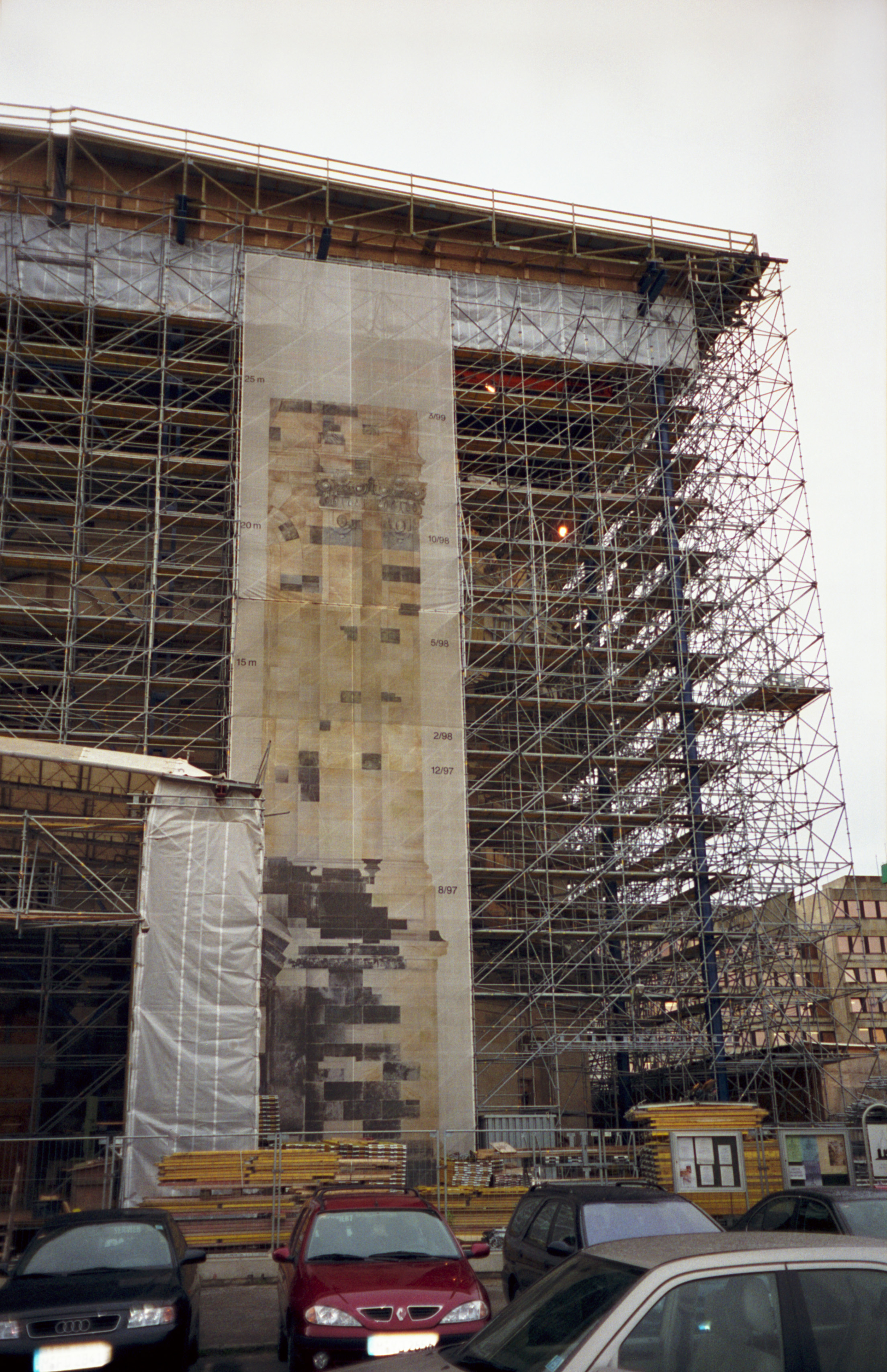
1999 – w rusztowaniach
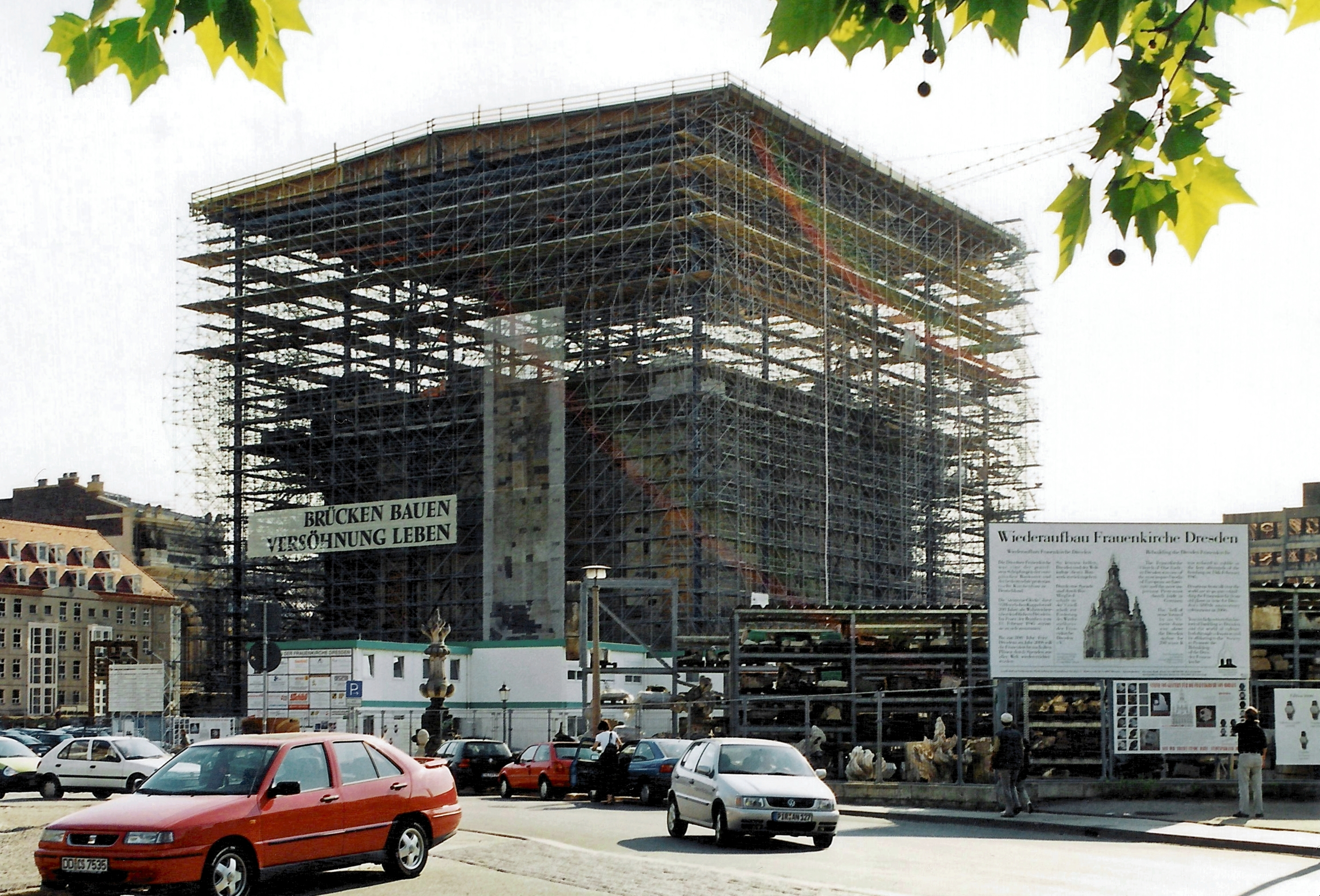
2000 – w rusztowaniach
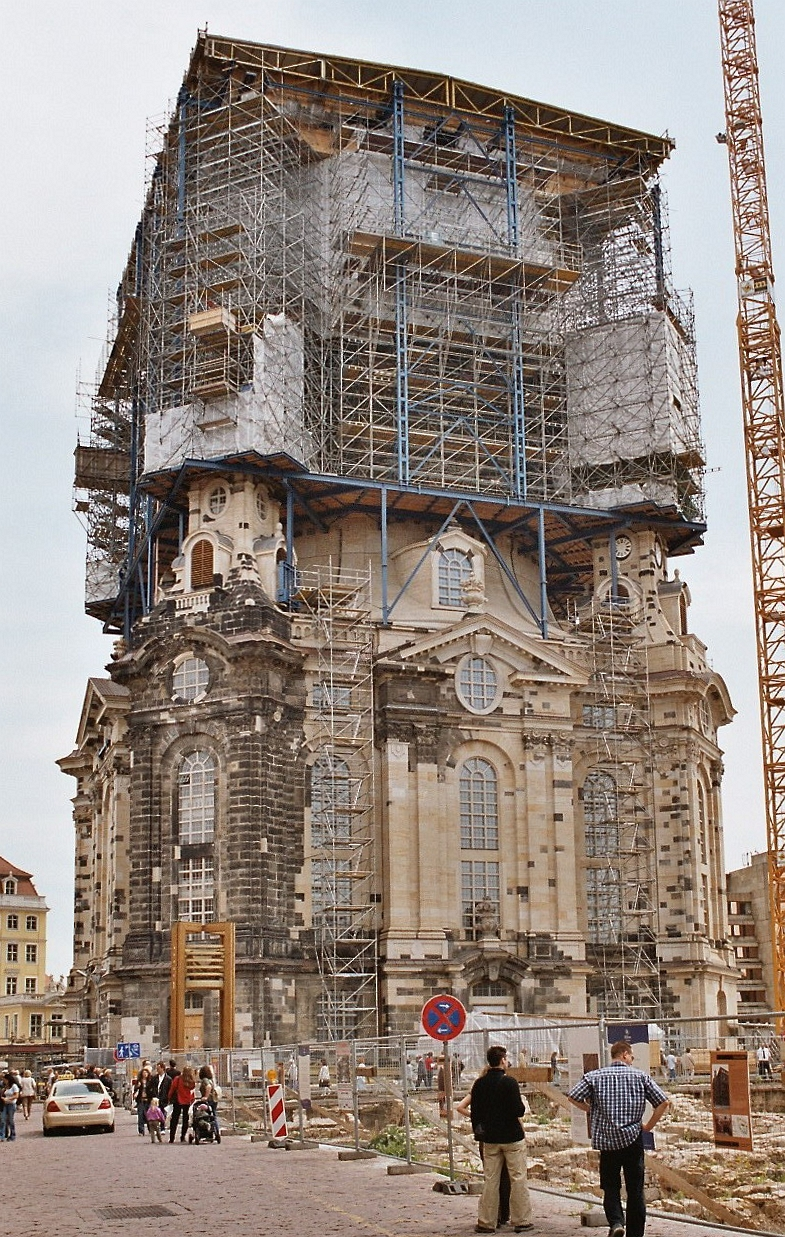
Stan na 17 maja 2003
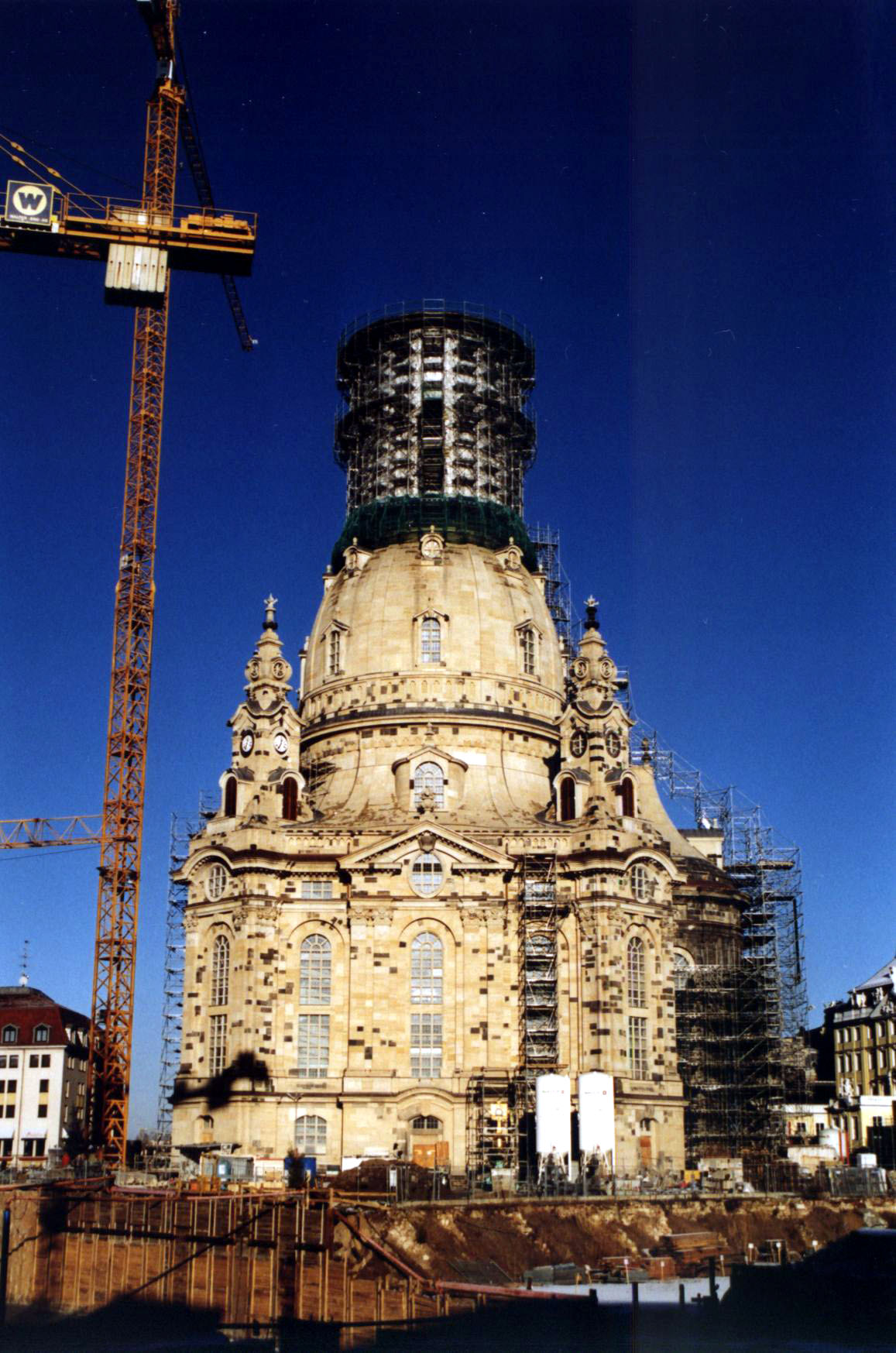
Grudzień 2003 – prace nad latarnią
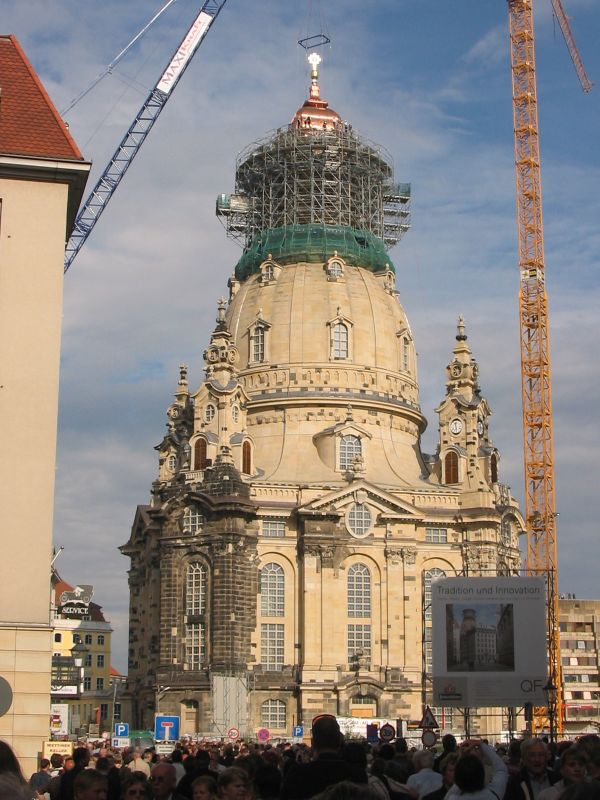
22 czerwca 2004 – krótko po ukończeniu kopuły
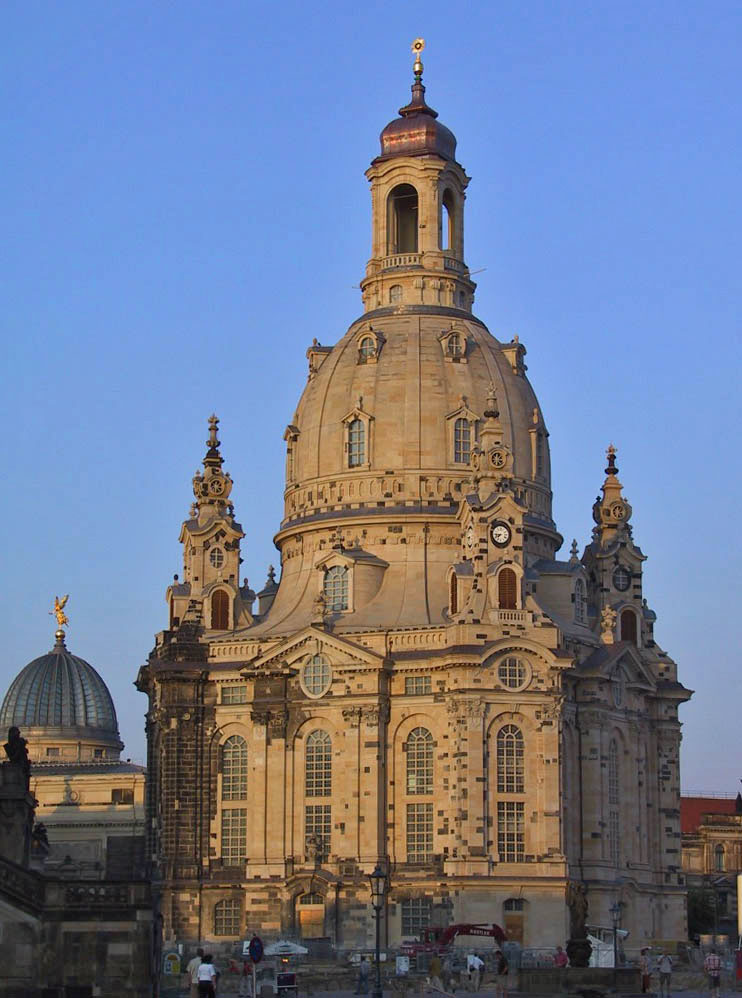
5 sierpnia 2004 – po usunięciu rusztowań
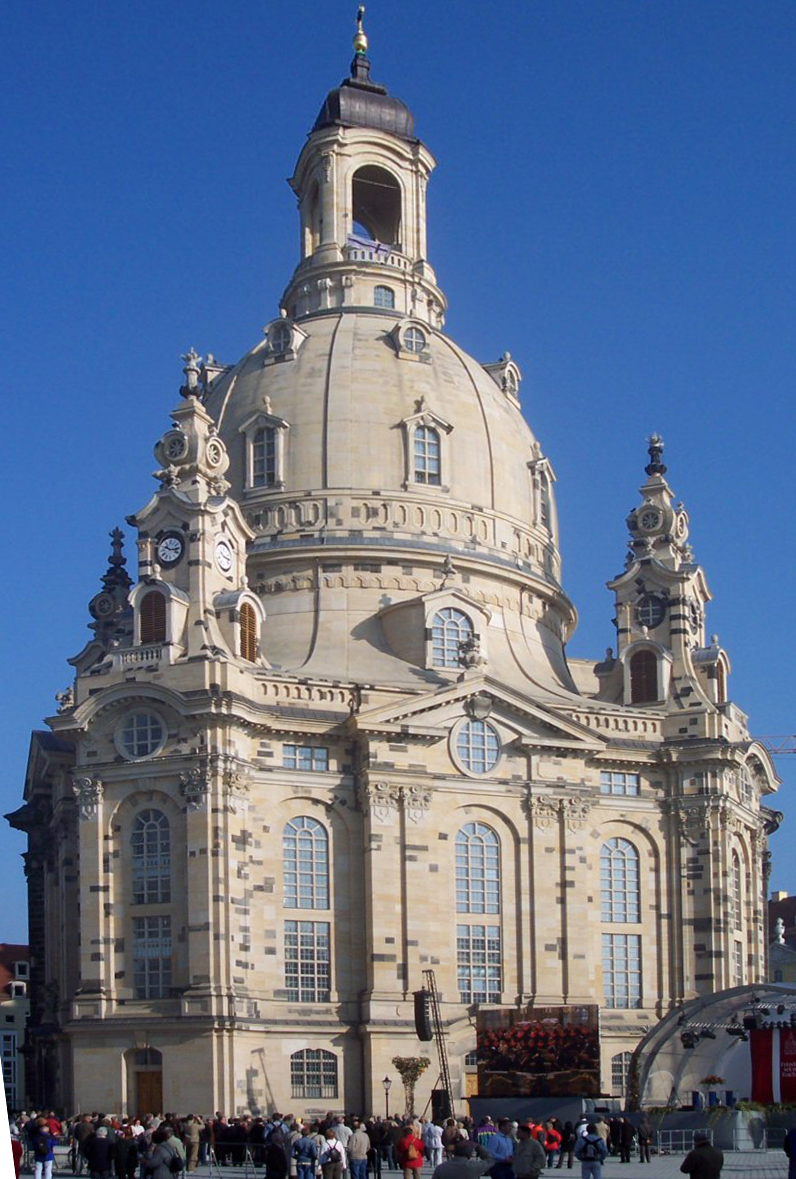
31 października 2005, dzień po poświęceniu, widać telewizyjne ekipy dokumentujące

### Krytyka
Od samego początku pojawiały się głosy krytyki ze strony architektów oraz historyków odnośnie do odbudowy: ruina stała się już mocno wpisanym w historię miasta pomnikiem. Nowy Frauenkirche stałby się, z uwagi na praktycznie całkowite zniszczenie, zupełnie innym budynkiem. Zarówno projekt, jak i wykonanie nie miałyby wiele wspólnego z oryginalnymi, lecz raczej odpowiadałyby wymaganiom współczesnej techniki.
I tak jest w istocie – zrekonstruowany Frauenkirche posiada wprawdzie historyzującą powłokę zewnętrzną, jest jednak niczym więcej jak tylko repliką utraconej budowli, porównywalną z takimi obiektami, jak odbudowane Stara Komendantura w Berlinie czy berliński zamek.
Mimo że wykorzystano oryginalne, uszkodzone przez ogień fragmenty budowli, zostały one rozmieszczone w wysokim stopniu arbitralnie w konstrukcji budowli za pomocą specjalnego programu komputerowego, a sam projekt wspomagano użyciem narzędzia modelującego CATIA. Przez kościół biegnie 85 kilometrów instalacji elektrycznej oraz 7,7 kilometra instalacji grzewczej; klimatyzacja może w ciągu godziny przetworzyć 40000 m³ powietrza. Aby dostać się na znajdującą się ponad kopułą platformę widokową, zwiedzający pokonują część drogi w górę przy pomocy windy. Taki stan rzeczy wywołał liczne dyskusje o podłożu filozoficznym na temat miejsca budowli w historii.
Odkąd odbudowa stała się elementem wielkiej kampanii na rzecz masowej odbudowy zniszczonych zabytków Drezna (jest to największe tego typu przedsięwzięcie w Europie), trwają spory na temat tego, jaki właściwie klimat miasta jest odtwarzany. Na nowo zaczęto też stawiać pytania o to, czym w istocie jest „rekonstrukcja” starych budowli. Współcześni architekci zazwyczaj zwracają uwagę na to, że nie jest możliwa odbudowa „starych” miejsc tak, by pasowały do naszych czasów – z drugiej strony zaś, mieszkańcy oraz turyści w przeważającej większości popierają tego typu inicjatywy, gdyż ich zdaniem nadają one miastom duszę, z której skorzystają także przyszłe pokolenia.

## Kościół dziś

### Podziemia

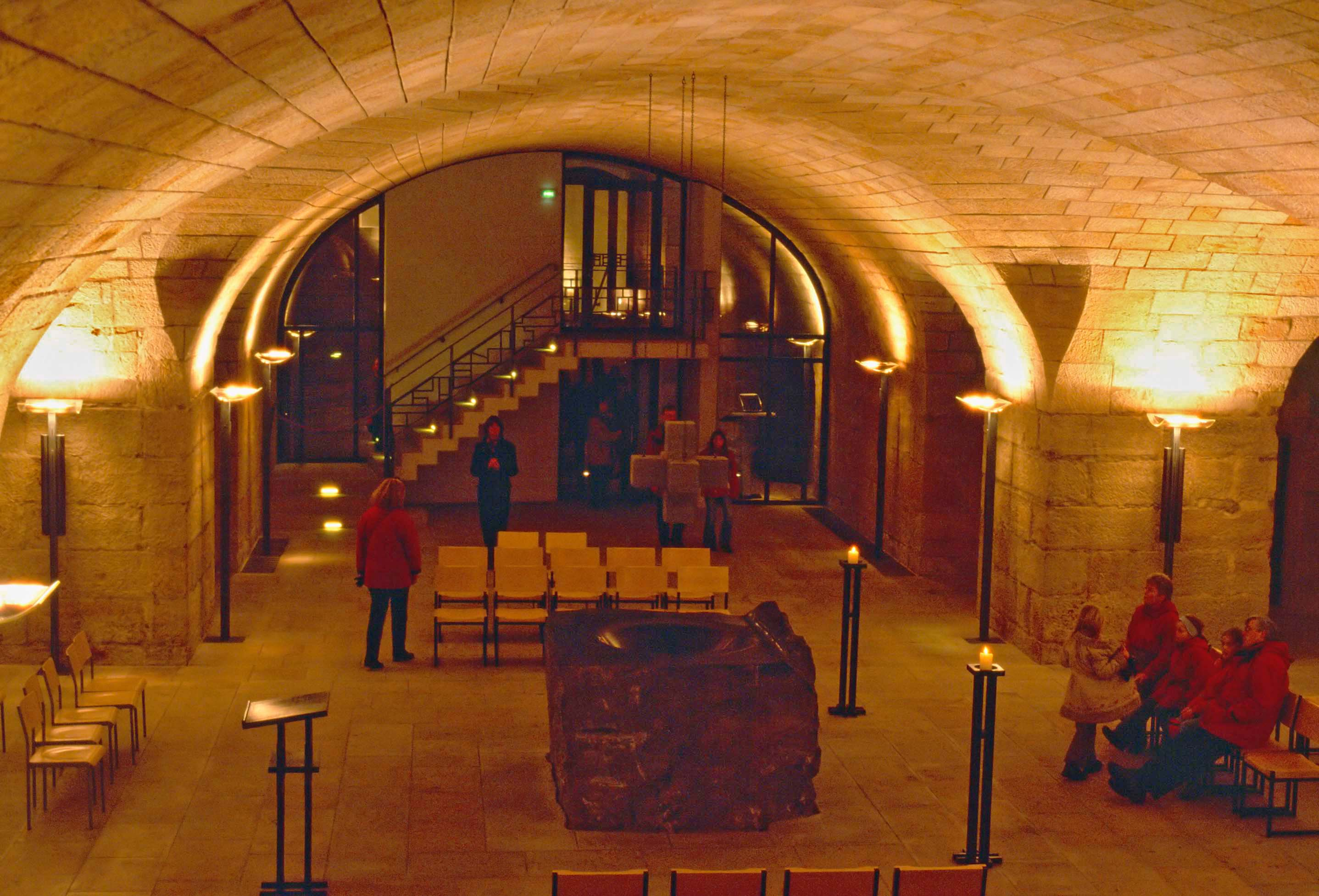
Podziemia

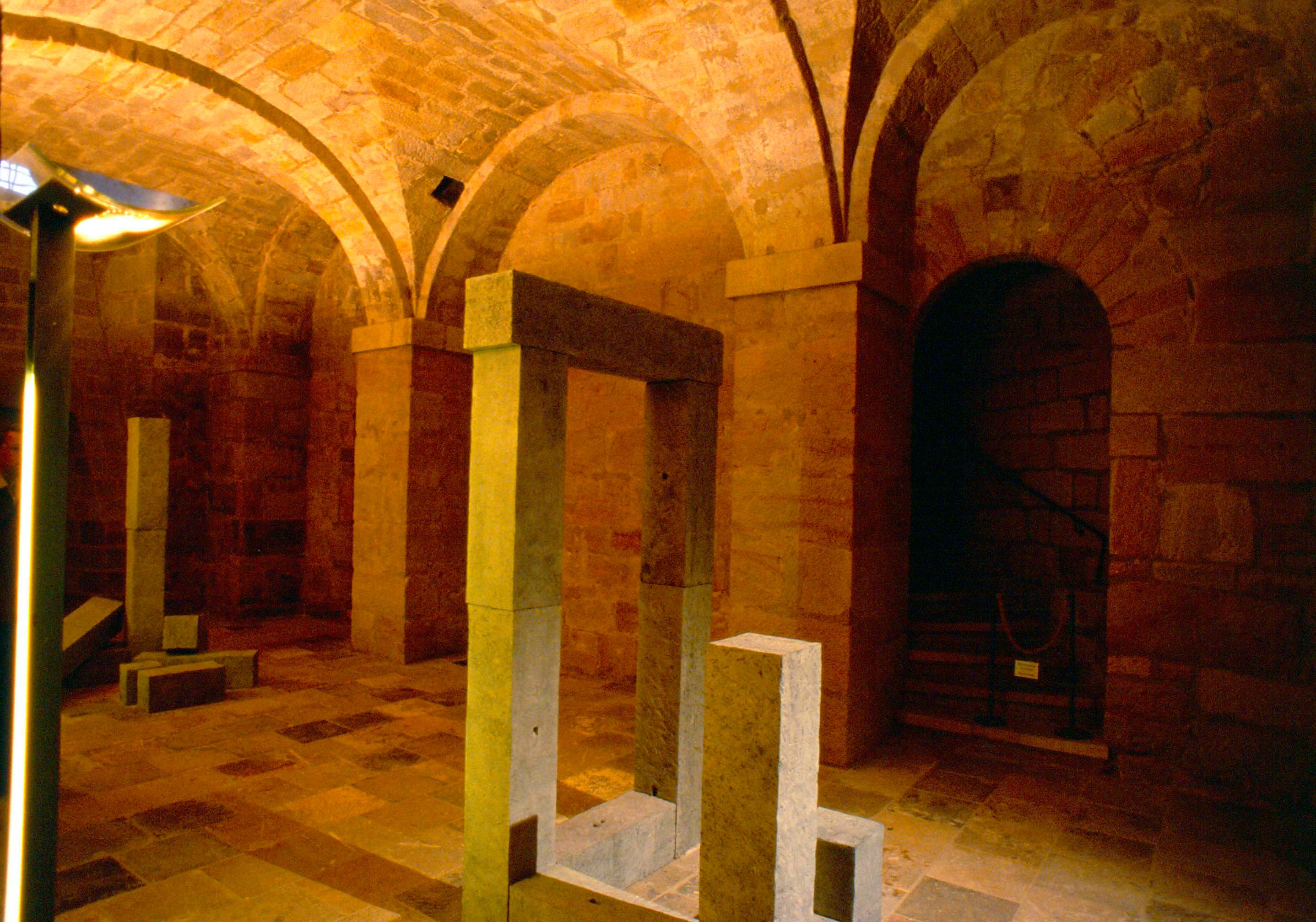
Kaplica pod chórem

Nim rozpoczęto odbudowę części nadziemnej kościoła, powstały nowe podziemia. Już przed ukończeniem kościoła można było w nich odprawiać nabożeństwa, zostały udostępnione do zwiedzania i odbywały się w nich koncerty. Poświęcono i oddano je do użytku 21 sierpnia 1996.
Podziemia kościoła opierają się na planie krzyża greckiego. Na końcach jego ramion znajdują się cztery pomieszczenia. Od 1728 służyły one do pogrzebów i zastąpiły przykościelny cmentarz otaczający poprzedni kościół. W latach 1728–1787 w krypcie odbyły się 244 pogrzeby. Zniszczenia w czasie wojny uniknął jedynie południowo-zachodni narożnik (C) – pozostałe zostały zasypane przez budulec, który przebił się przez posadzkę podczas walenia się kopuły. Zachowało się również dużo trumien zamurowanych w grobach. Pozostałe pomieszczenia zostały na nowo przesklepione i obecnie służą jako kaplice adoracyjne.
Kaplica chóru zlokalizowana we wschodniej części podziemi mieści się bezpośrednio pod ołtarzem. Znajdują się w niej symboliczne stojące naprzeciw siebie rzeźby przedstawiające „zniszczenie” oraz „odbudowę”. Obie rzeźby składają się z takich samych elementów, jednak „zniszczenie” przedstawia oryginalną, mocno zniszczoną strukturę, zaś „odbudowa” ukazuje ją jako formę jeszcze nie w pełni ukończoną.
W najgłębszym punkcie kościoła, pod skrzyżowaniem kolebkowych sklepień krypty, znajduje się płyta ołtarzowa wykonana z czarnego irlandzkiego wapienia przez Anisha Kapoora, żyjącego w Wielkiej Brytanii artystę, którego matka była żydówką a ojciec pochodził z Indii.
W podziemiach od czasu ich poświęcenia znajdował się Nagelkreuz (pol. Krzyż z gwoździ) z Coventry, podarowany przez biskupa Coventry na znak pojednania, od tego czasu Frauenkirche należy do międzynarodowego towarzystwa Nagelkreuz. Od czasu poświęcenia całego kościoła krzyż ten znajduje się w głównym ołtarzu.

### Ołtarz

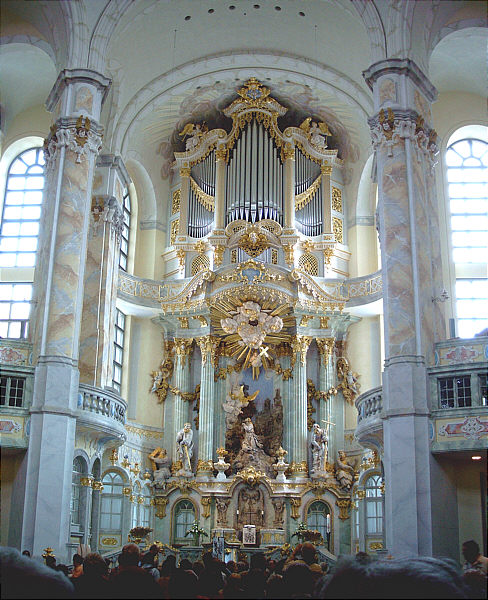
Ołtarz wraz z organami

Ołtarz wyróżnia się surowością swojej formy, czym tworzy niejako kontrast z pełnymi przepychu innymi dziełami drezdeńskiego baroku.
Na stosunkowo nieskomplikowanym planie ołtarza występują obok Jezusa modlącego się na Górze Oliwnej dwie postacie ze Starego Testamentu i dwie z Nowego. Od lewej są to: Mojżesz z tablicami Dziesięciu Przykazań, Paweł z Tarsu dzierżący miecz i trzymający książką, św. Filip Apostoł z krzyżem oraz Aaron, brat Mojżesza, z napierśnikiem oraz kadzielnicą, jako symbolami kapłaństwa. Nad Mojżeszem i Pawłem unosi się anioł trzymający łańcuch z pszenicy, a nad Filipem i Aaronem kolejny z winoroślą. Razem tworzą one symbol chleba i wina i tym samym ciała i krwi Chrystusa. Na lewo od Jezusa znajdują się mały oraz duży anioł. Kolejny anioł unosi się bezpośrednio nad Jezusem – trzyma on w rękach krzyż, będący zwiastunem ukrzyżowania. Na prawo od nich, nieco w głębi leżą dwaj śpiący mężczyźni – uczniowie – tych figur nie pomalowano żadnymi farbami. W tle, za Jezusem, widać panoramę Jerozolimy. Na całą sceną góruje oko Boga, zwane też Okiem Opatrzności. Typowo dla baroku, otaczają je chmury. Powyżej ołtarz przechodzi w prospekt organów.
Około dwóch tysięcy ocalonych elementów pierwotnego ołtarza, wykonanych przez Johanna Christiana Feigego, zamurowanych po wojnie, wydobyto z ruiny, poddano renowacji i użyto ponownie przy rekonstrukcji.

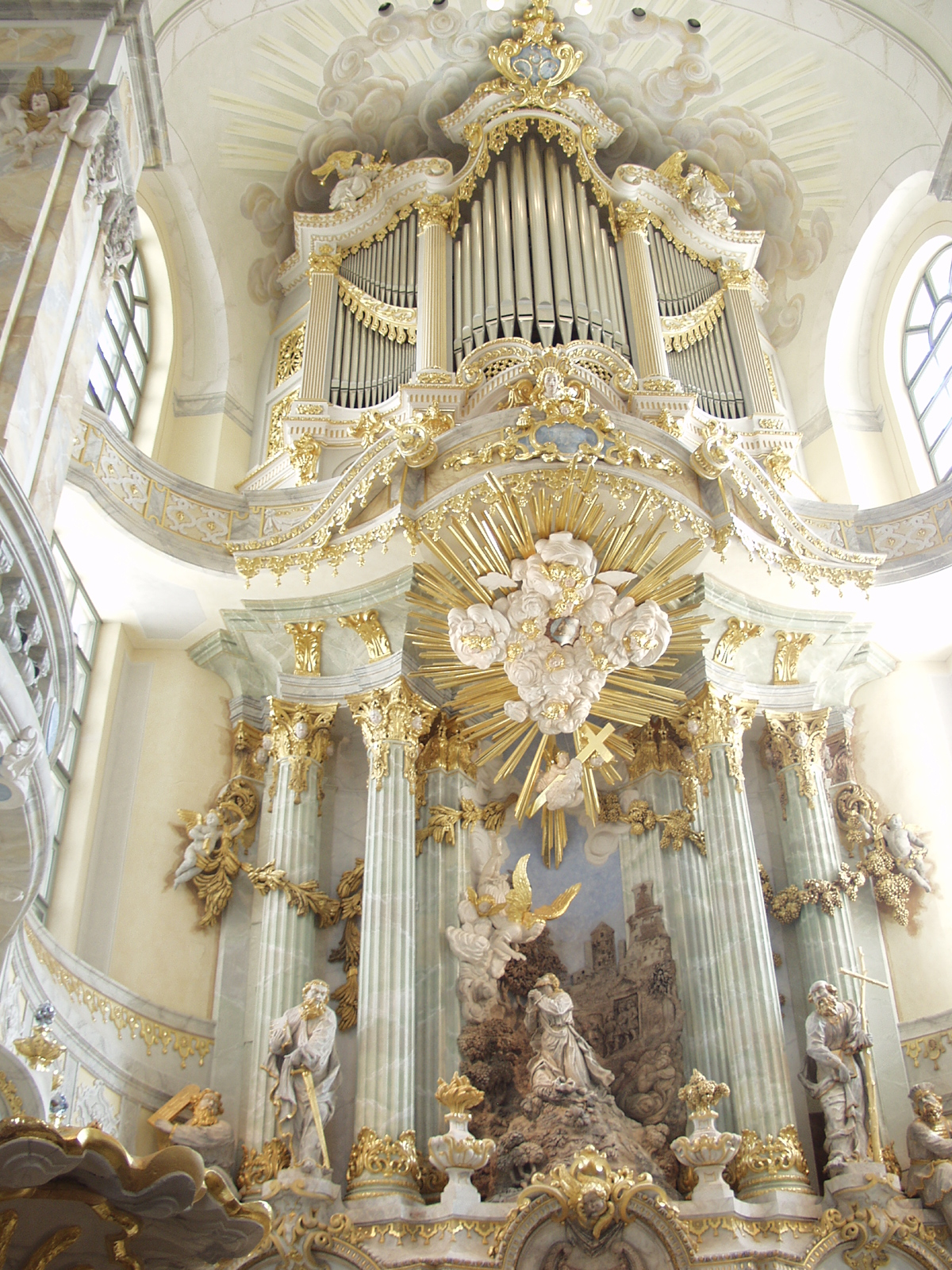
Widok ogólny
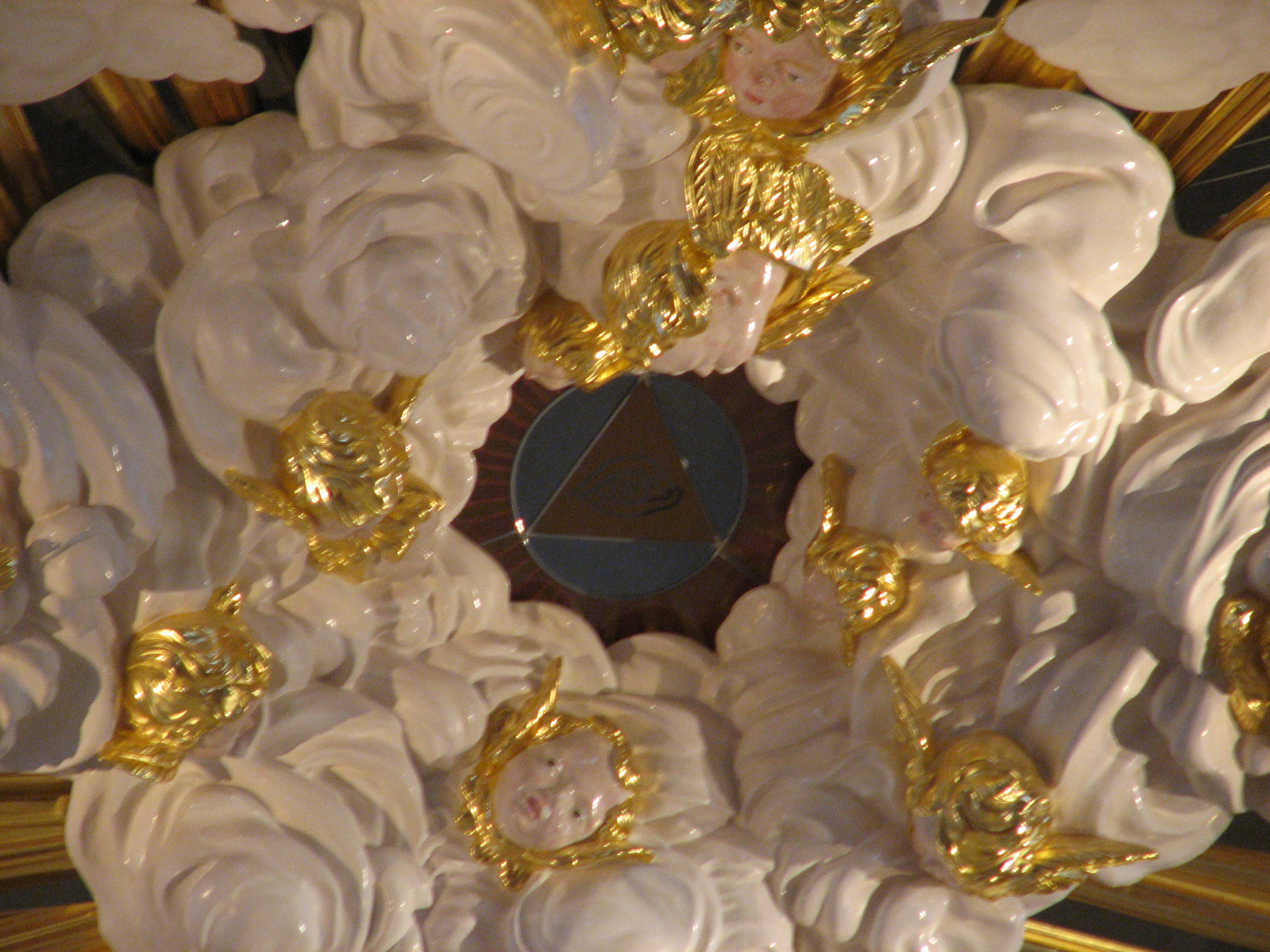
Oko Opatrzności
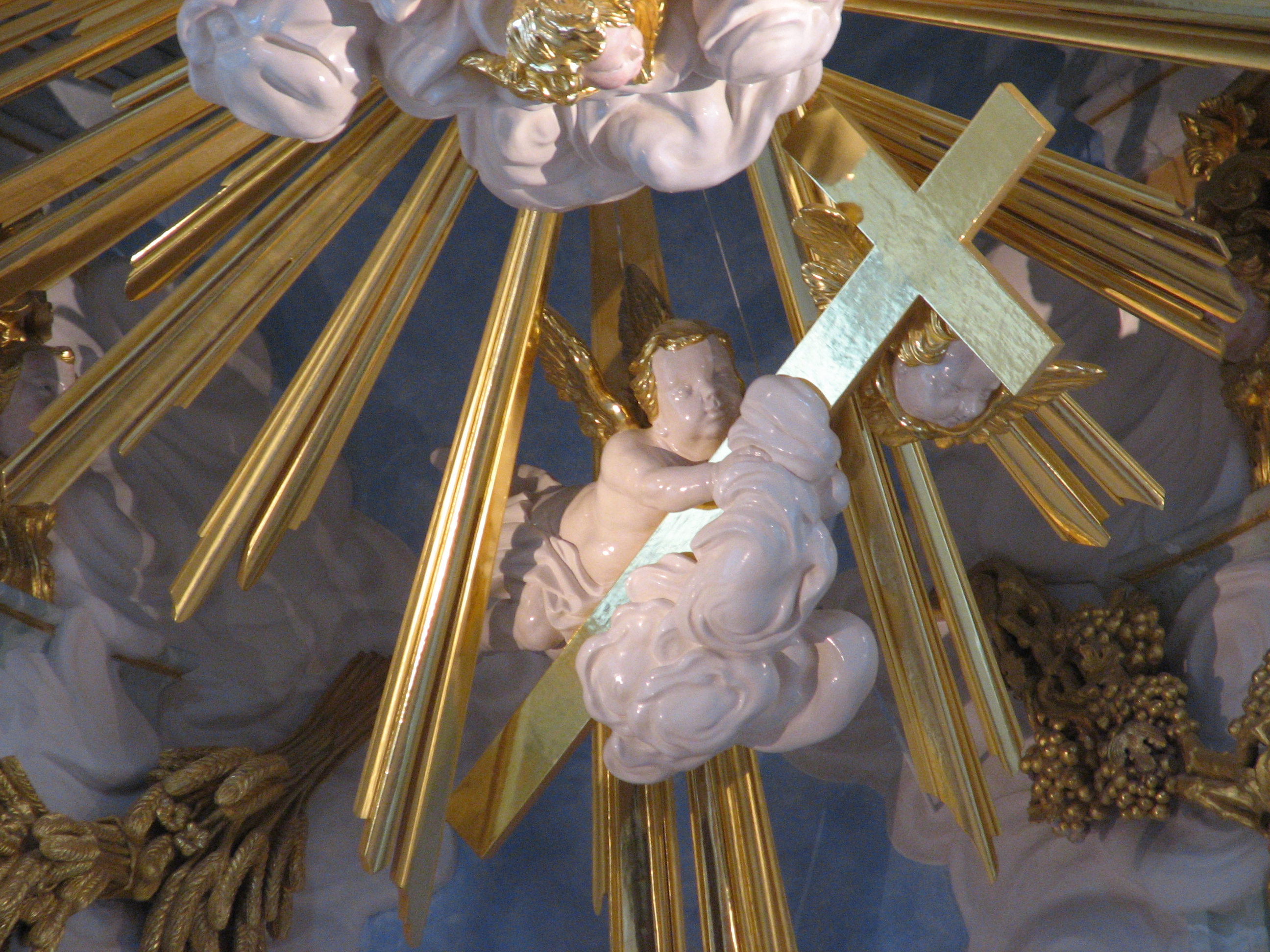
Anioł z krzyżem
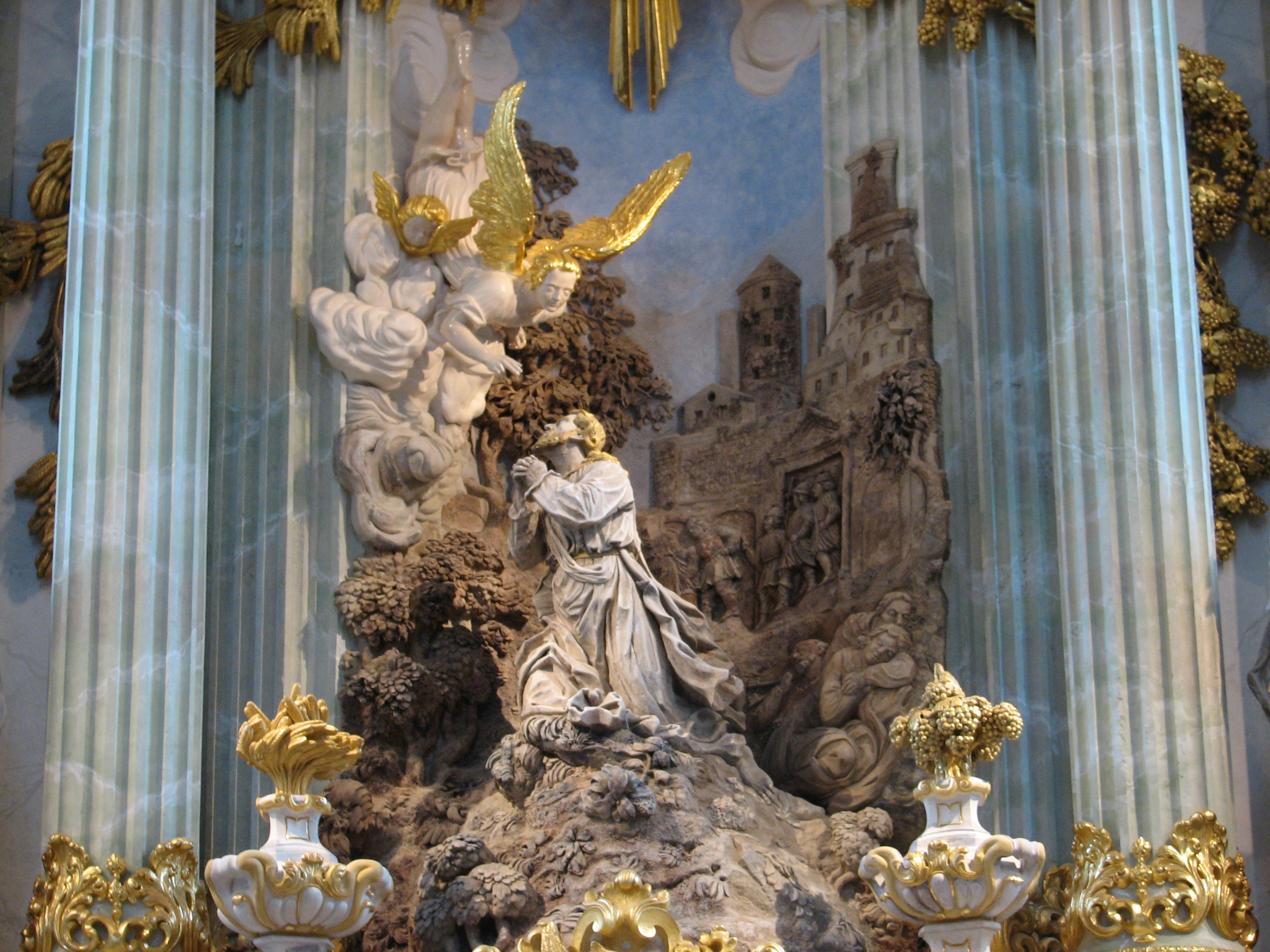
Modlitwa Jezusa w Ogrójcu

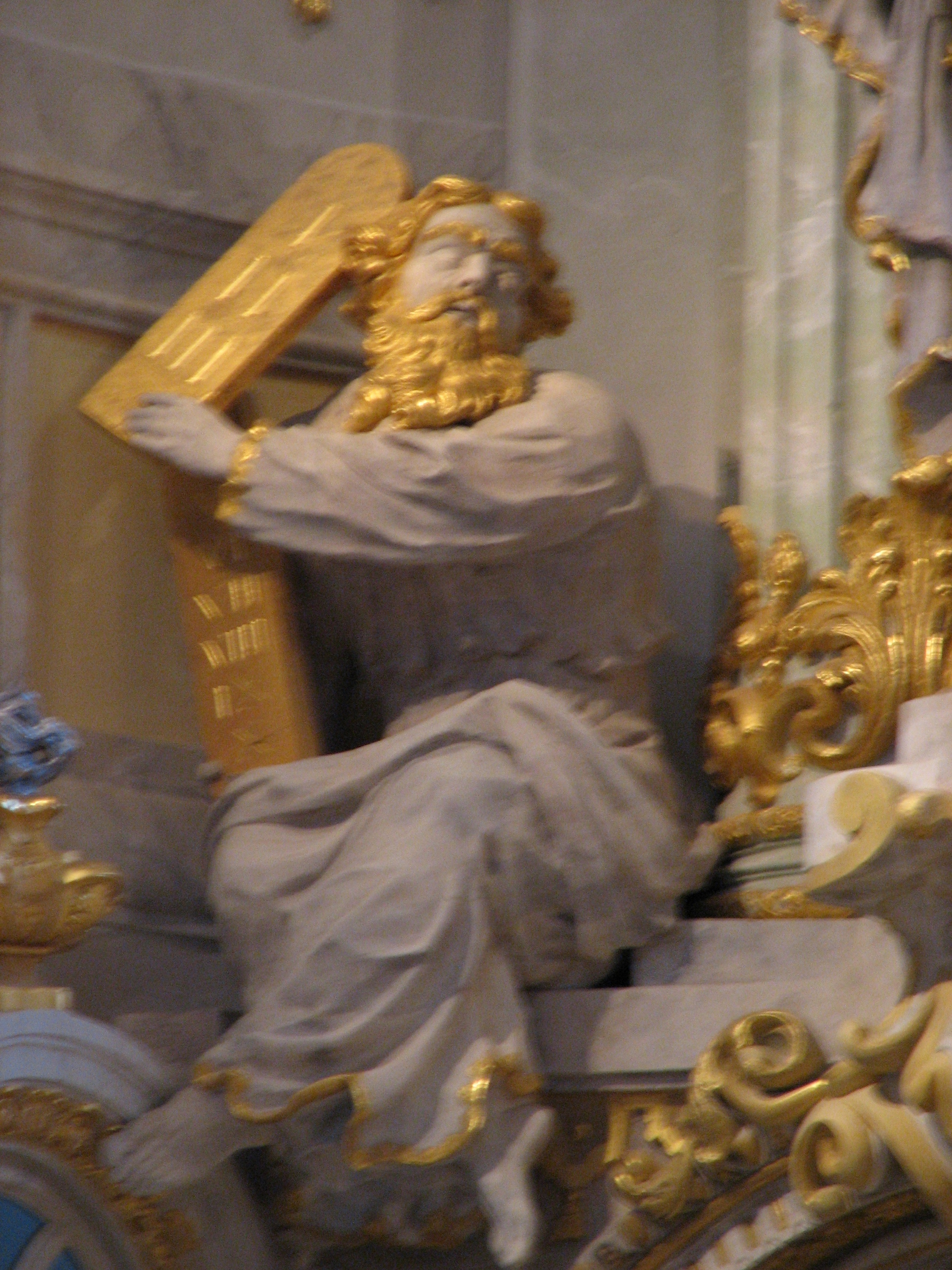
Mojżesz
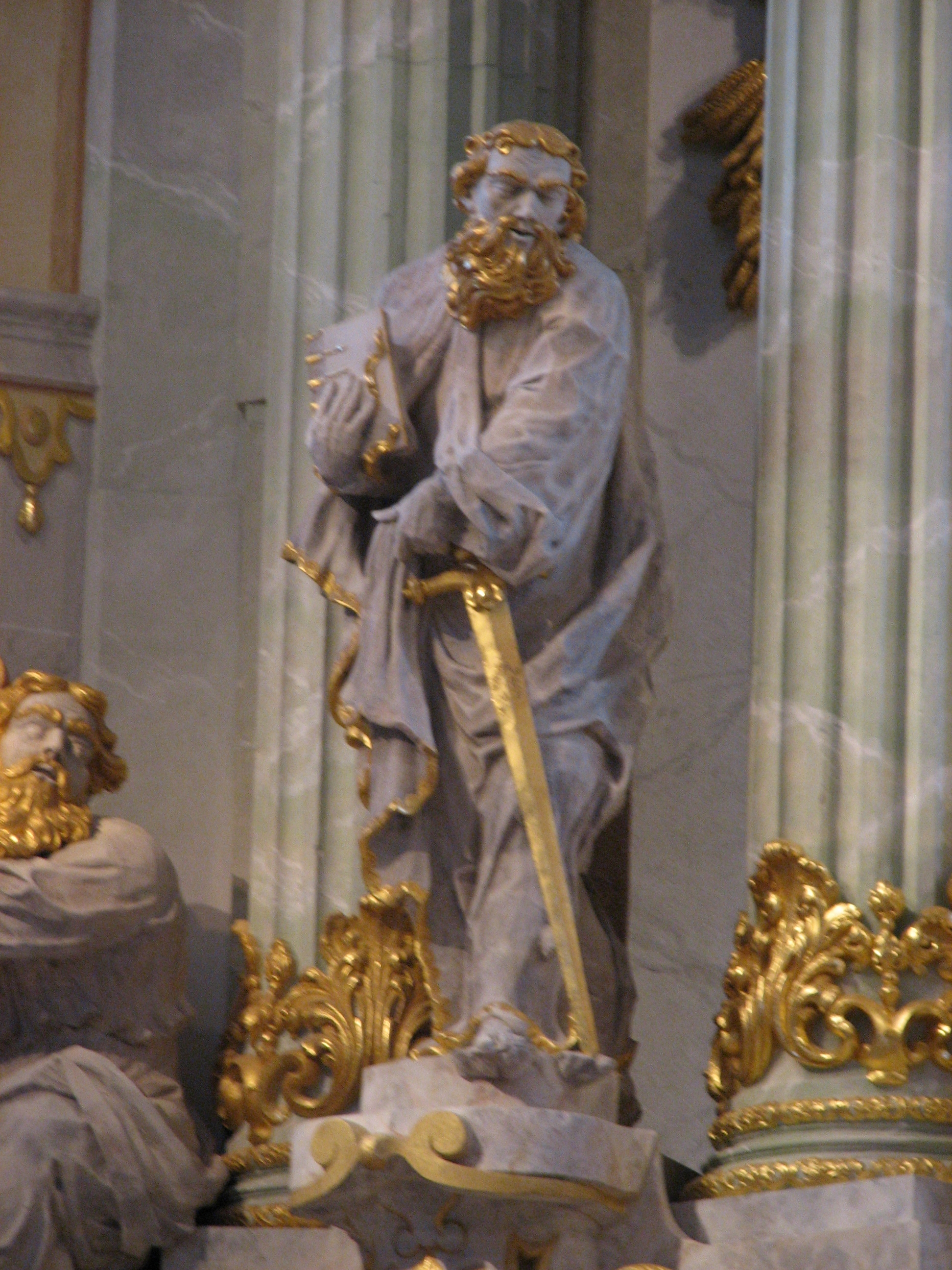
św. Paweł
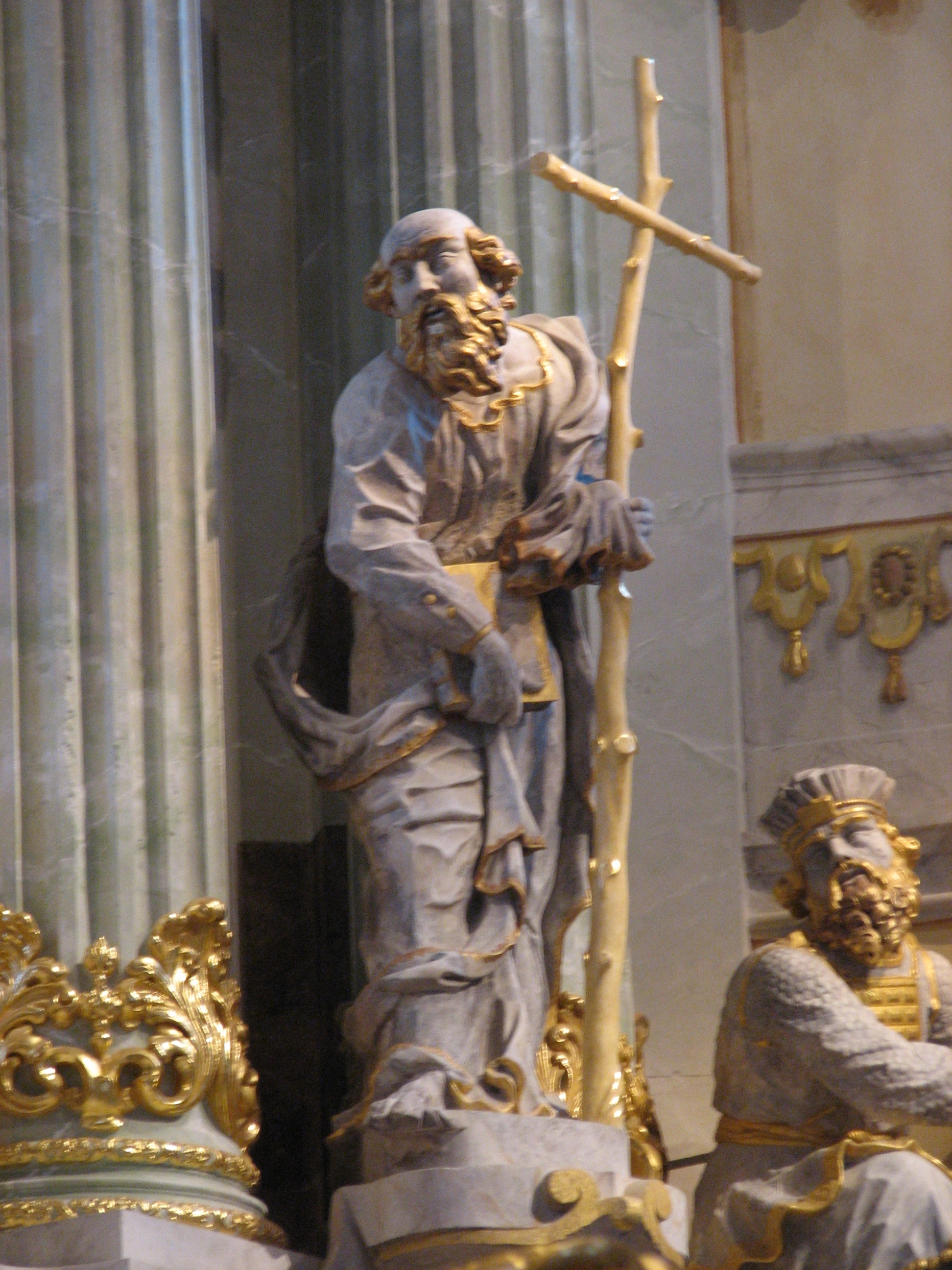
św. Filip Apostoł
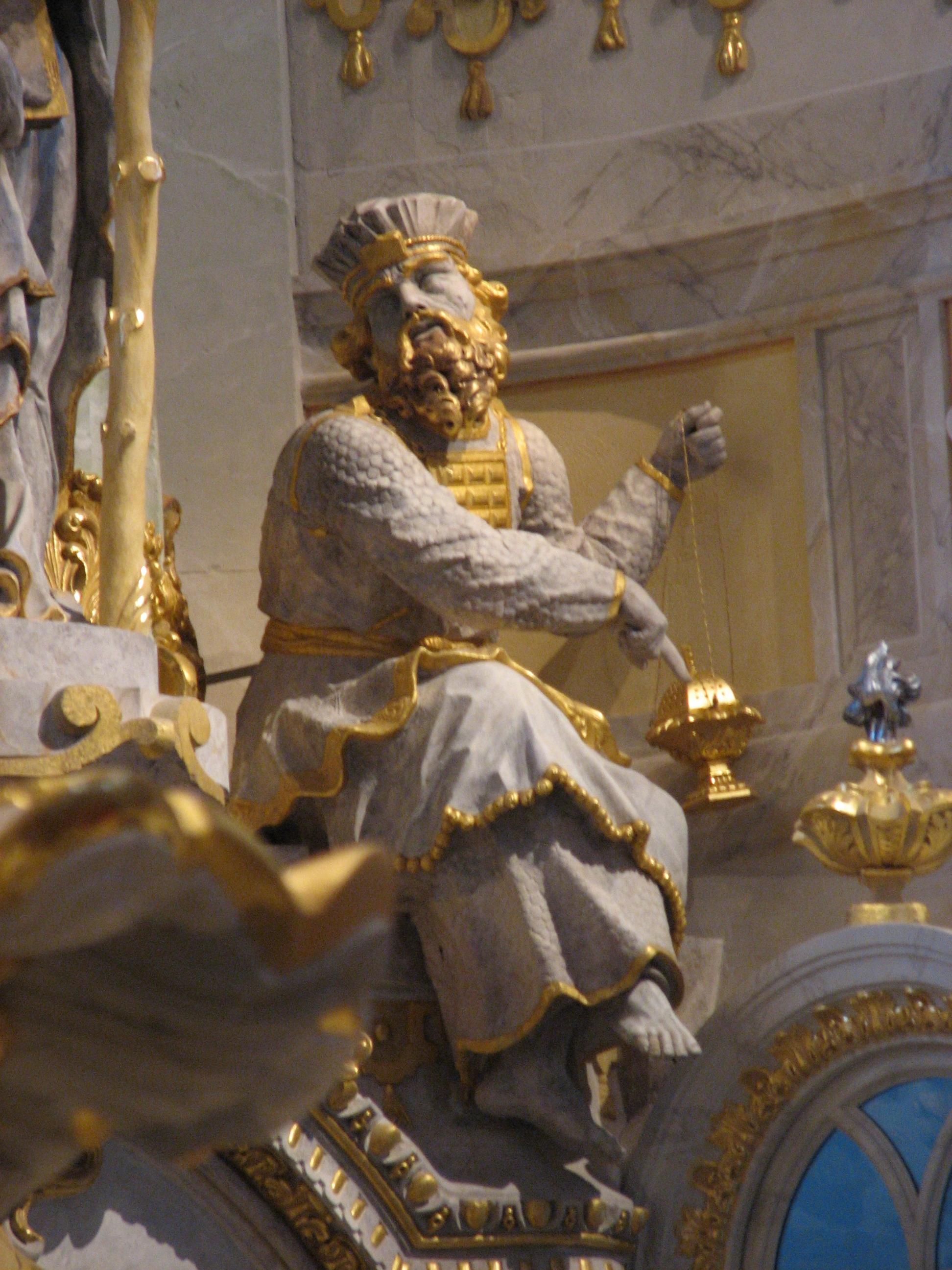
Aaron

### Organy
Organy znajdują się bezpośrednio nad ołtarzem, nie są od niego niczym wyraźnie oddzielone, wydają się być z nim jedną całością.
Twórcą oryginalnych organów Frauenkirche był słynny wytwórca organów Gottfried Silbermann. W 1736 r. ukończył on wyposażony w trzy manuały oraz 43 włączniki rejestrowe instrument przeznaczony dla kościoła. Organy te zostały oddane do użytku 25 listopada tegoż roku, 1 grudnia koncertował na nich sam Jan Sebastian Bach.
Ich rekonstrukcja okazała się niemożliwa nie tyle z uwagi na to, że z upływem czasu modyfikowano je siedmiokrotnie, a raczej dlatego, że zostały całkowicie zniszczone wraz z całym wnętrzem kościoła i na domiar złego oryginalne plany Silbermanna nie zachowały się. Wykonanie repliki na podstawie innych istniejących projektów Silbermanna nie wchodziło w rachubę, gdyż każde organy projektuje się indywidualnie dla pomieszczenia w którym mają się znaleźć.

### Empory
Empory nadają wnętrzu kościoła wyjątkowego charakteru. Swym okrągłym kształtem otaczają z trzech stron przestrzeń kościoła, zaś każdy odwiedzający czuje się miło i bezpiecznie.
Koncepcja Bähra przewidziała pięć poziomów, na których znajduje się w przybliżeniu 2/3 wszystkich dostępnych w kościele miejsc. Pierwszy z nich został podzielony na niewielkie, zamykane pomieszczenia, oddzielone od przestrzeni kościoła oknami. Służyły one najbogatszym Drezdeńczykom, którzy wynajmowali je, by z nich śledzić przebieg nabożeństw.
W zrekonstruowanym kościele zrezygnowano z wydzielania tych pomieszczeń z uwagi na zmianę sposobu użytkowania kościoła, dla zgodności z historyczną koncepcją wystroju wnętrza zachowano jednak optyczny podział na okna.

### Chrzcielnica
W epoce baroku Frauenkirche nie posiadał chrzcielnicy, jako że prawo do chrztu było w posiadaniu kościoła św. Krzyża. Wybudowano ją dopiero pod koniec XIX wieku, uległa ona zniszczeniu w 1945 r.
Podczas restauracji wnętrza za cel postawiono sobie przede wszystkim pozyskanie zabytkowej chrzcielnicy autorstwa Johanna Christiana Feigego znajdującej się w kościele św. Piotra (Petrikirche) we Freibergu. Ponieważ jej brak zmieniałby poważnie barokowy koncept wystroju wnętrza, parafia nie zgodziła się jej oddać, zaoferowano za to Frauenkirche nieco nowszą chrzcielnicę pochodzącą z freiberskiego kościoła św. Mikołaja (Nikolaikirche). Było to możliwe, ponieważ w latach 70 XX wieku parafie św. Piotra i św. Mikołaja zjednoczyły się, a kościół Mikołaja został odświęcony i od tego czasu stał nieużywany – członkowie byłej parafii św. Mikołaja korzystali z przylegającego do Peterkirche pomieszczenia.
Obecnie znajdującą się we Frauenkirche wykonaną w 1753 r. z drewna dębowego chrzcielnicę wykonał na potrzeby przebudowy Nikolaikirche w duchu baroku Johann Gottfried Stecher (1718–1766), została ona poświęcona 25 stycznia 1754. By dostosować ją do stylistyki Frauenkirche, konieczne okazało się przemalowanie jej z późnobarokowej tonacji na barwy biało-złote.
Nie jest do końca jasne, skąd pochodziła oryginalna chrzcielnica Frauenkirche. Na pewno wiadomo jedynie, że pod koniec XIX wieku polecono wykonać dla kościoła chrzcielnicę, którą można zobaczyć na starych fotografiach. Wykonana przez doradcę kościelnego (niem. Kirchenbaurat) Möckela chrzcielnica została praktycznie całkowicie zniszczona w 1945 r.
Podczas rekonstrukcji, zorientowanej na odtworzenie oryginalnych założeń przestrzennych i artystycznych Bähra, zdecydowano się nie odtwarzać oryginalnej chrzcielnicy, gdyż została ona wykonana w czasach późniejszych. Skupiono się na poszukiwaniach obiektu pochodzącego z czasów Bähra, mogącego pasować do barokowej koncepcji wystroju wnętrza. W muzeum górnictwa we Freibergu udało się taki obiekt znaleźć. Znajdowała się tam chrzcielnica ze starego kościoła pod wezwaniem św. Mikołaja. Wykonał ją Johann Gottfried Stecher, została poświęcona w 1754. Ta dość uboga w zdobienia chrzcielnica bez żadnych rzeźbionych ozdób znajduje się od 2005 r. naprzeciw ołtarza.

### Kazalnica
George Bähr umieścił kazalnicę na osi wyznaczającej środek balustrady chóru, w taki sposób, by znajdowała się w centrum uwagi każdego odwiedzającego, przypomina ona nieco dziób statku skierowany w stronę głównej przestrzeni wnętrza kościoła.
Z uwagi na problemy z akustyką, już w 1738 r. dobudowano drugą kazalnicę na północnym filarze. Jednak ze względu na to, że nie pasowała ona do oryginalnego projektu wnętrza autorstwa Bähra oraz na wyeliminowanie problemów z dźwiękiem poprzez wykorzystanie mikrofonów i głośników, jej odbudowy nie uwzględniono przy rekonstrukcji.

### Podniebienie kopuły

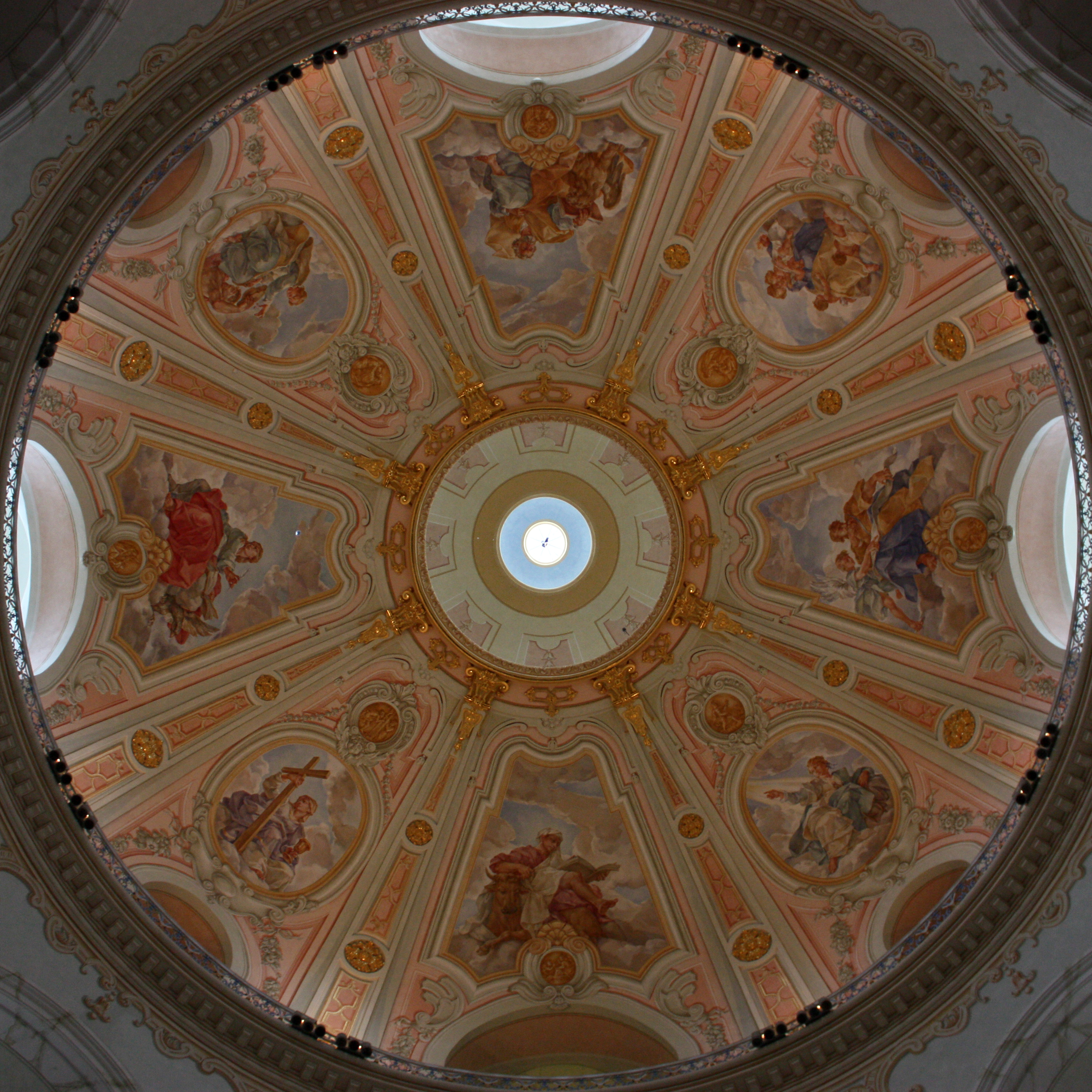
Podniebienie kopuły

Osiem malowideł na podniebieniu kopuły wykonał w 1734 włoski scenograf Giovanni Battista Grone. Przedstawiały one ewangelistów – Łukasza, Mateusza, Marka, Jana – oraz cnoty chrześcijańskie – wiarę, nadzieję, miłość, miłosierdzie. Malowidła przedstawiające ewangelistów przeplatały się z tymi ukazującymi cnoty.
Po ukończeniu wewnętrznej konstrukcji kopuły w 2000 r., rozpoczęto ich odtwarzanie. Pierwsza próba nie zakończyła się całkowitym sukcesem – przedstawienie Jana Ewangelisty okazało się zbyt jaskrawe. Tworzenie malowidła zostało przerwane, odkuto je i powierzchnię otynkowano na nowo. Po długiej selekcji zadanie odmalowania kopuły tak, by była jak najbliższa zniszczonemu oryginałowi otrzymali malarz Christoph Wetzel oraz restaurator Peter Taubert.
Jako wzorców użyto slajdów z 1943 r. Nie było jednak do końca wiadomo, na ile slajdy uległy przebarwieniu, ponadto na przestrzeni wieków malowidła wielokrotnie odnawiano przy użyciu różnych mieszanek. By odtworzyć malowidła, Christoph Wetzel badał inne ocalałe malowidła Gronego.

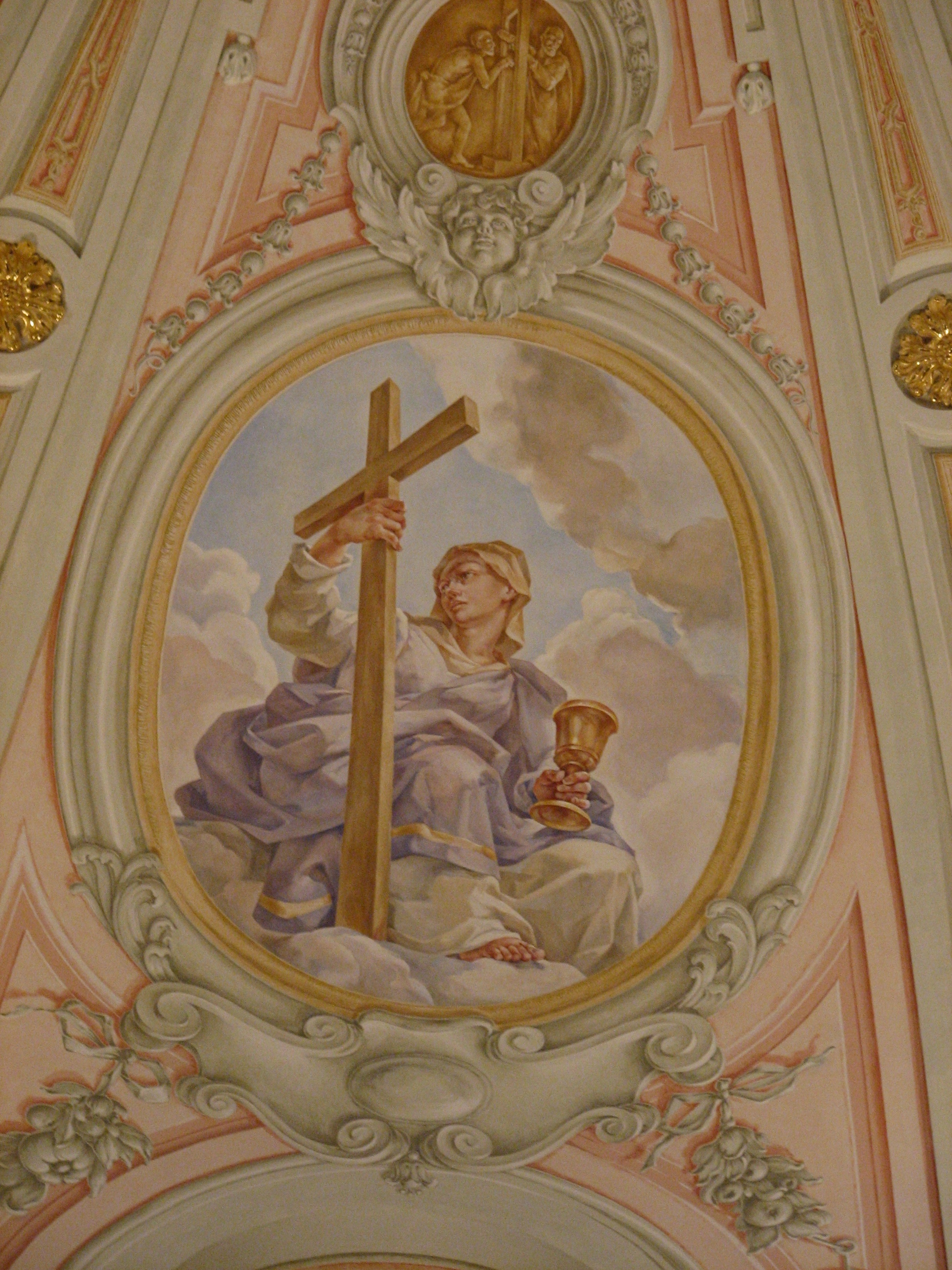
Wiara
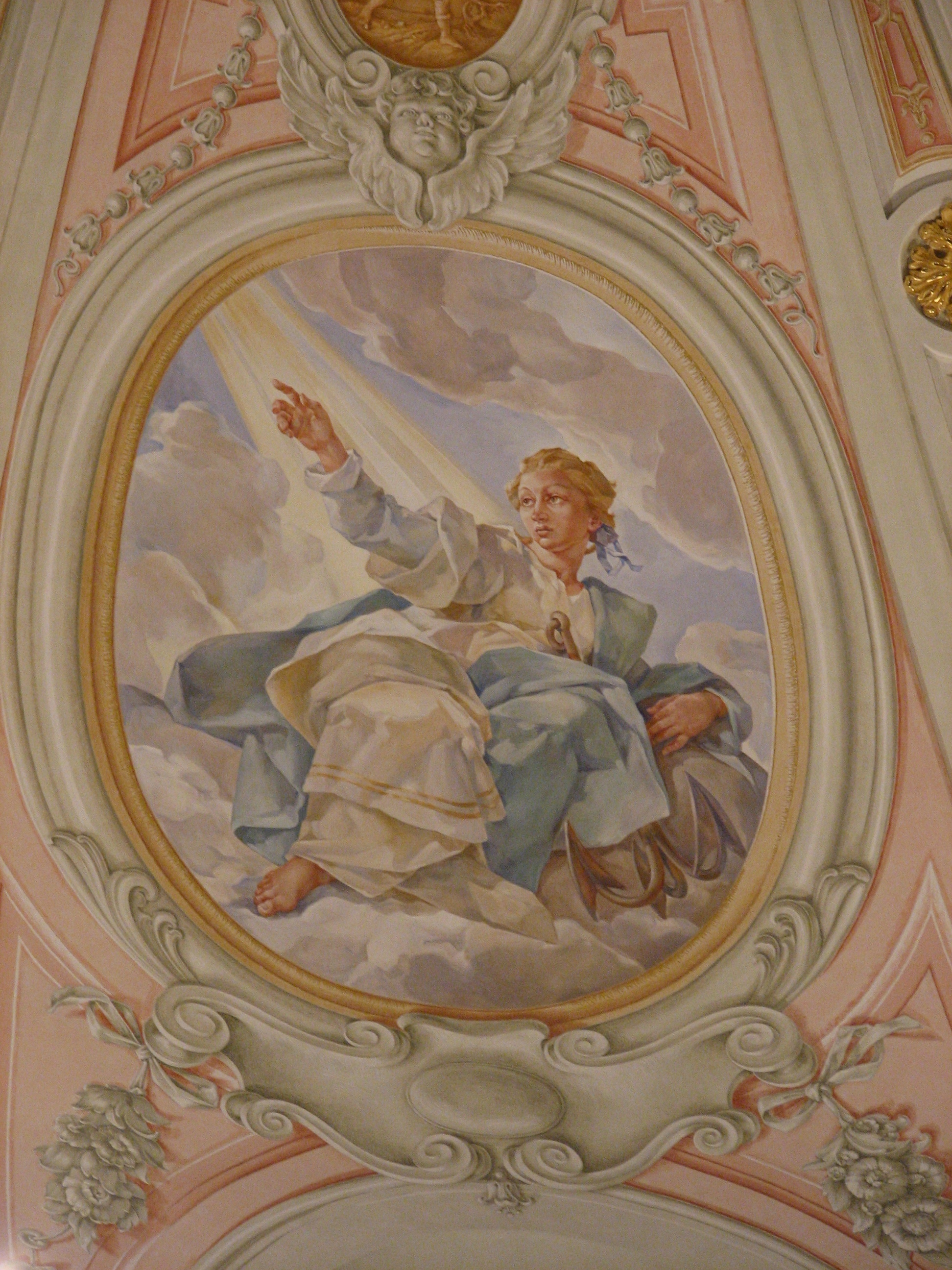
Nadzieja
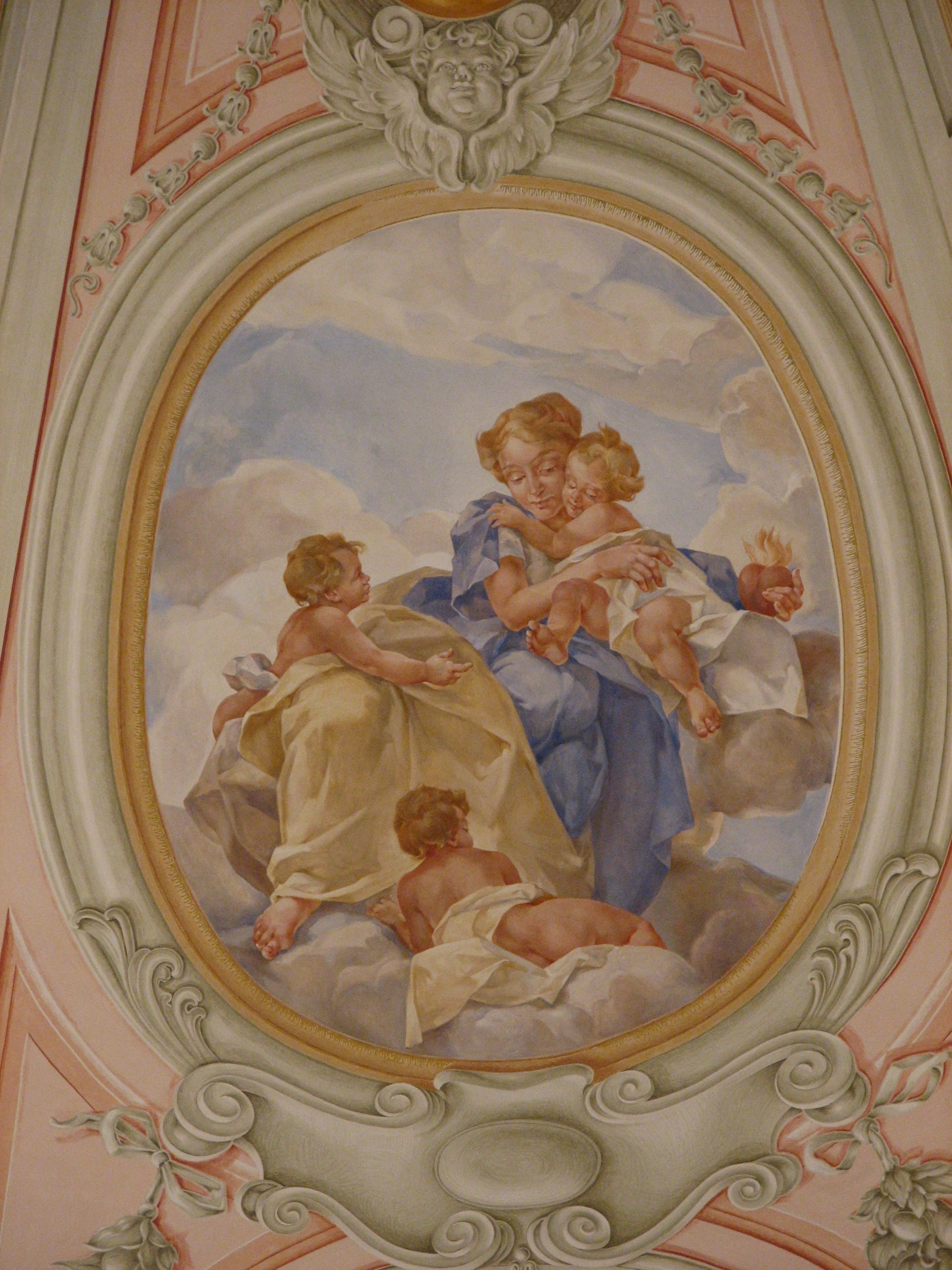
Miłość
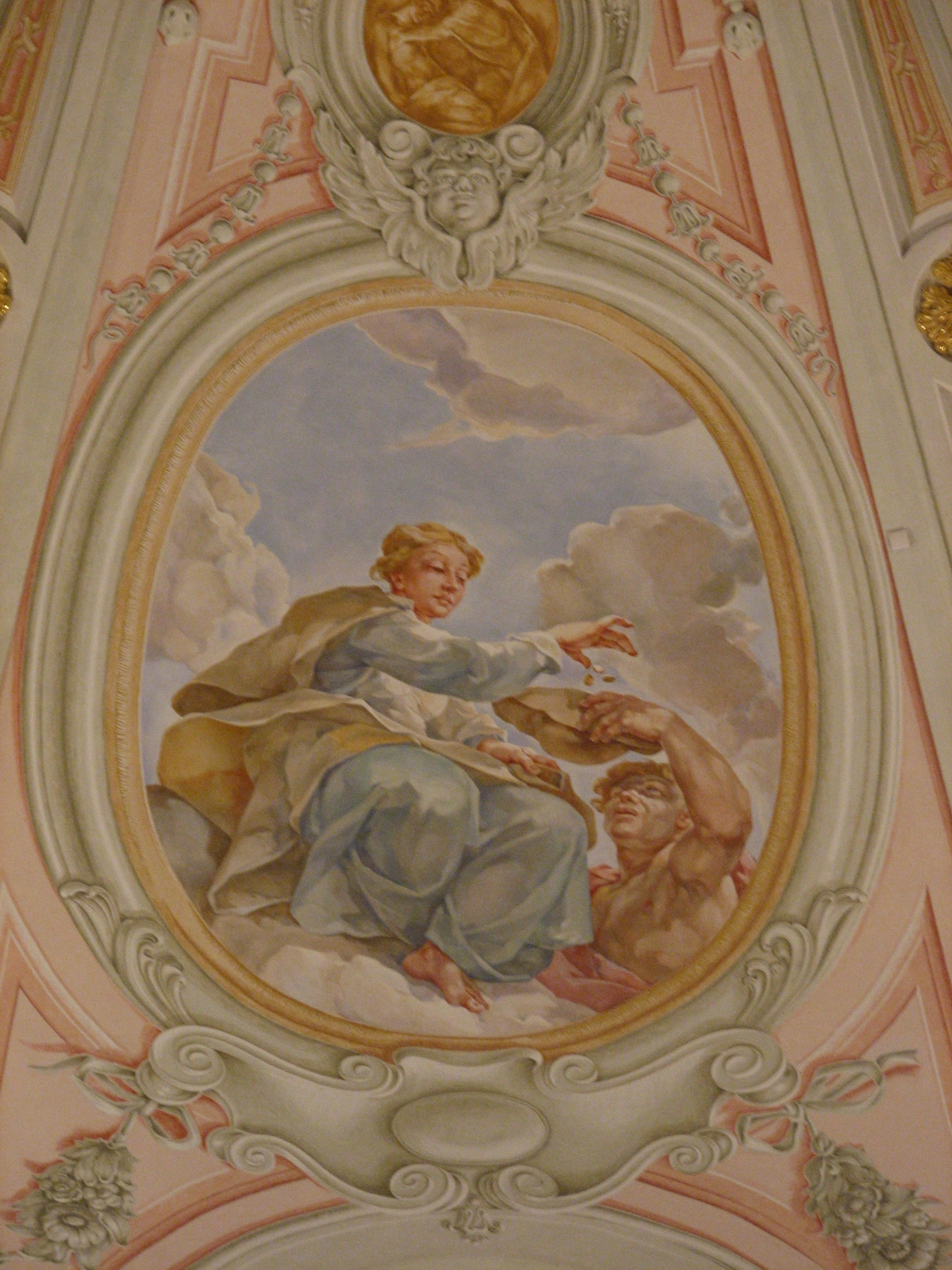
Miłosierdzie

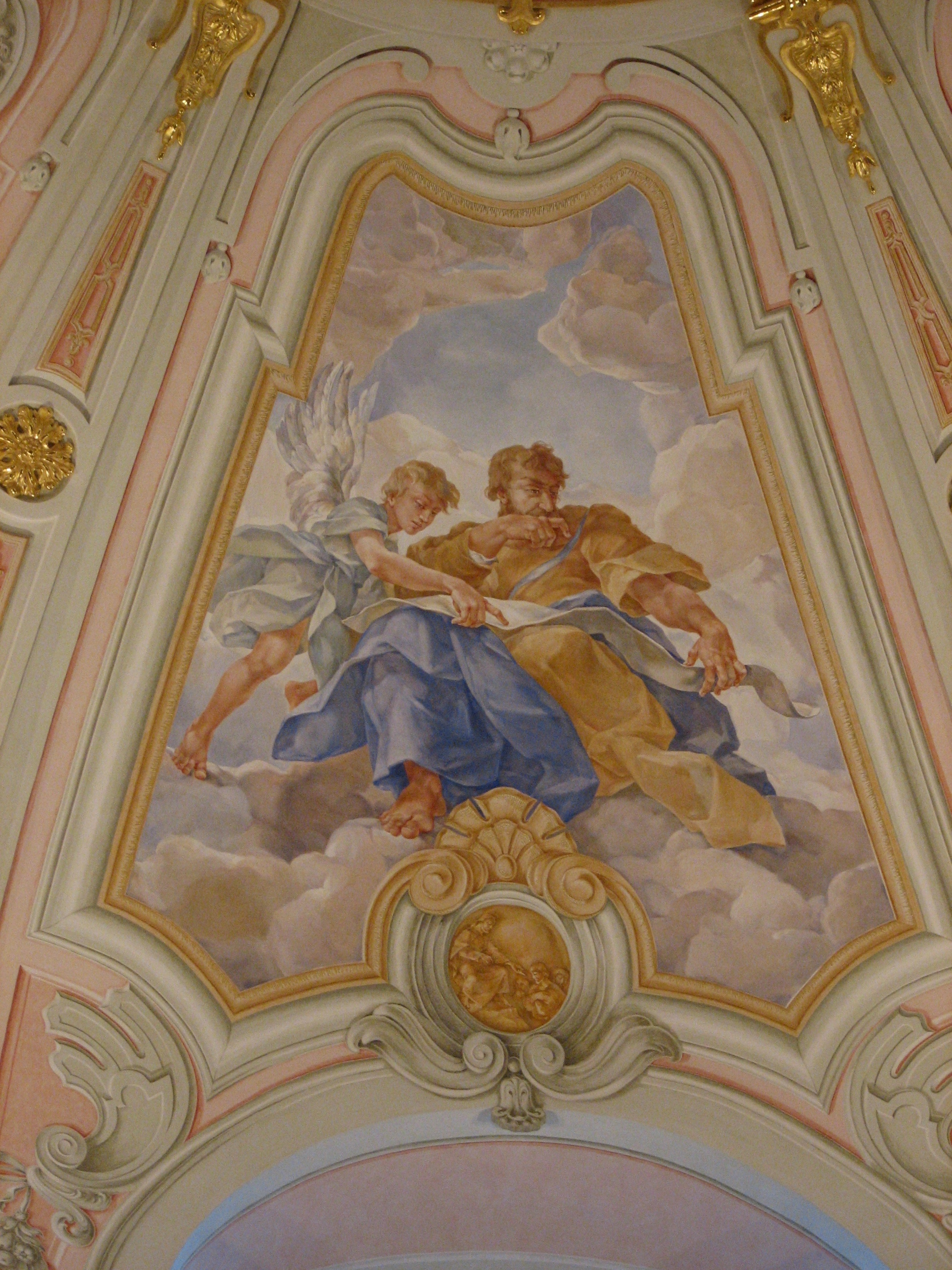
Mateusz
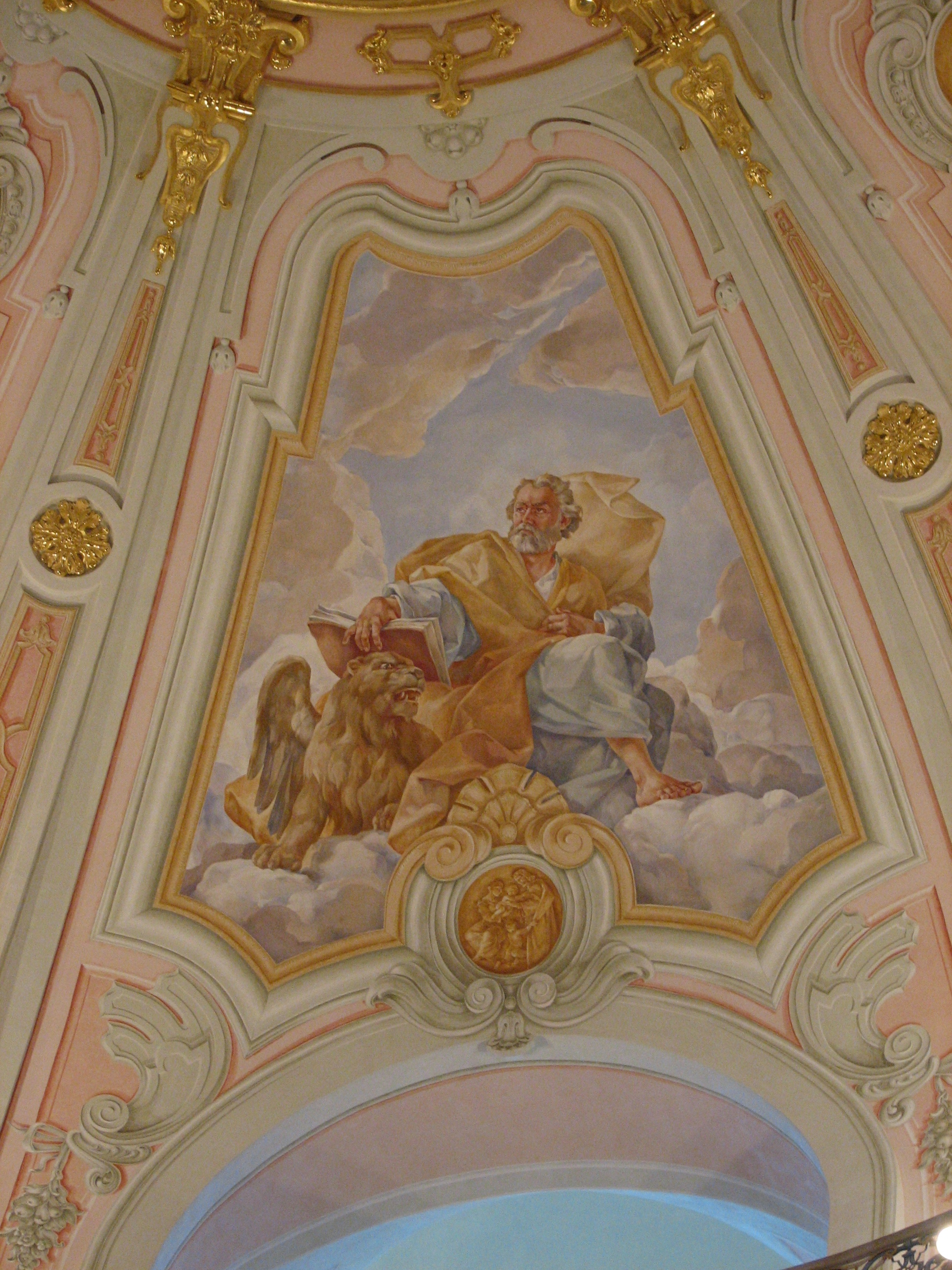
Marek
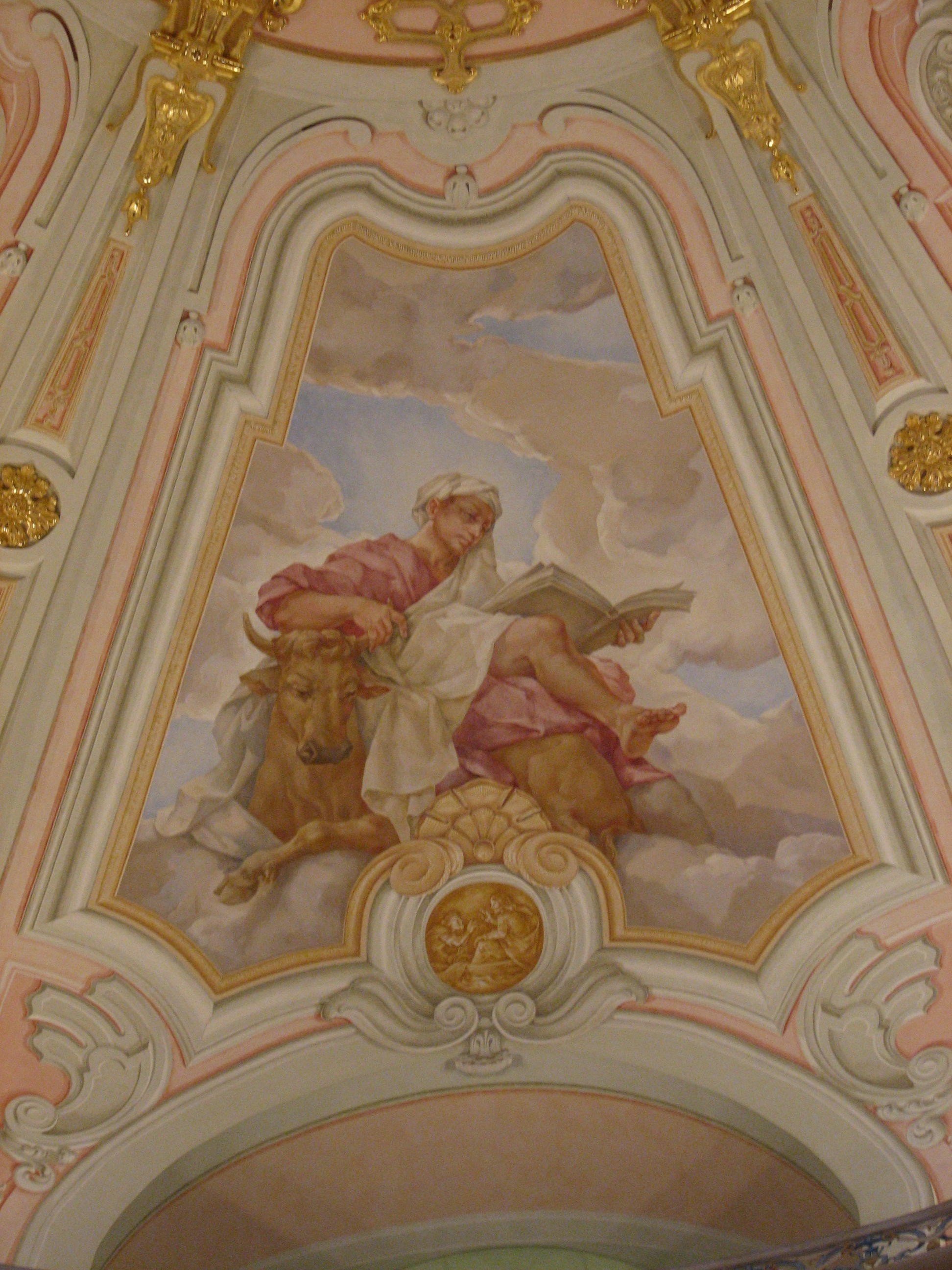
Łukasz
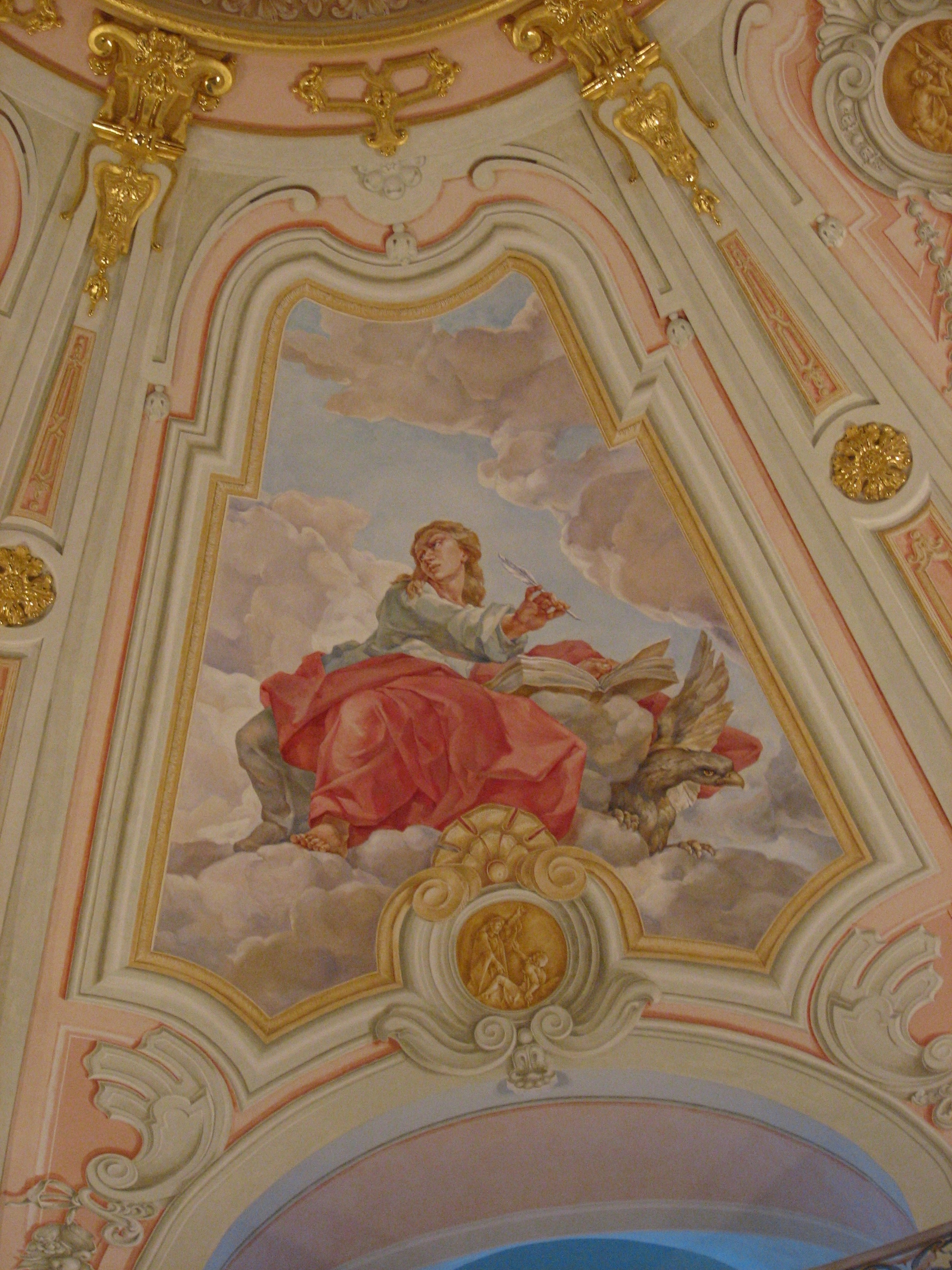
Jan

### Dzwony
Siedem nowych dzwonów dla Frauenkirche odlano w ludwisarni A. Bachert w Bad Friedrichshall w Badenii-Wirtembergii. Z powodu zbyt dużych elementów zdobniczych sześć z siedmiu nowych dzwonów biło nieczystym tonem i musiały zostać ponownie odlane przez ludwisarnię Bachert w Karlsruhe.
Dzwon pamiątkowy „Maria” to jedyny z czterech dzwonów Frauenkirche, który uniknął zniszczenia podczas II wojny światowej. Został w 1926 sprzedany kościołowi państwowego domu opieki w Hubertusburgu. Wisiał później w różnych kościołach w Wermsdorfie oraz Dittmannsdorfie. W 1998 r. powrócił do Drezna i został zawieszony w prowizorycznej drewnianej dzwonnicy w pobliżu Frauenkirche. Wraz z nowymi dzwonami tworzy unikalne harmoniczne brzmienie symbolizujące burzliwą oraz zmienną historię kościoła. Po raz pierwszy zabrzmiały one w Dzień Zesłania Ducha Świętego w 2003 r.
| Nr | Nazwa     | Funkcja                                  | Rok wytworzenia | Twórca          | Średnica (mm) | Waga (kg) | Nominalny ton bicia | Wieża | Inskrypcja |
| 1  | Jesaja    | Friedensglocke (Dzwon spokoju)           | 2002            | Bachert         | 1404          | 1750      | d1 +2               | C     | "Sie werden ihre Schwerter zu Pflugscharen machen" Iz 2,4                                                                     |
| 2  | Johannes  | Verkündigungsglocke (Dzwon zwiastowania) | 2003            | Bachert         | 1251          | 1228      | e1 +3               | E     | "Bereitet dem Herren den Weg" Mt 3,3                                                                                          |
| 3  | Jeremia   | Stadtglocke (Dzwon miejski)              | 2003            | Bachert         | 1086          | 900       | g1 +2               | E     | "Suchet der Stadt Bestes" Jr 29,7                                                                                             |
| 4  | Josua     | Trauglocke (Dzwon zaufania)              | 2003            | Bachert         | 964           | 645       | a1 +2               | E     | "Ich und mein Haus wollen dem Herrn dienen" Joz 24,15                                                                         |
| V  | Maria     | Gedächtnisglocke (Dzwon pamięci)         | 1518            | Martin Hilliger | 846           | 328       | b1 –5,5             | E     | „Sei gegrüßet, Maria, du Gnadenvolle. Der Herr ist mit dir, du Mutter der Barmherzigkeit” (fragment modlitwy „Zdrowaś Mario”) |
| 6  | David     | Gebetsglocke (Dzwon błagalny)            | 2003            | Bachert         | 850           | 475       | c² +4               | C     | "Erhöre mein Gebet" Ps 4,2 |
| 7  | Philippus | Taufglocke (Dzwon chrzcielny)            | 2003            | Bachert         | 785           | 392       | d² +4               | C     | "Ein Herr, ein Glaube, eine Taufe" Ef 4,5                                                                                     |
| 8  | Hanna     | Dankglocke (Dzwon dziękczynny)           | 2003            | Bachert         | 694           | 291       | f² +6               | C     | "Mein Herz ist fröhlich in dem Herrn." 1 Sm 2,1                                                                               |

Jest to największy zespół dzwonów w całej Saksonii. Porządek bicia dzwonów – bicie:
- Poranne – od poniedziałku do piątku o 07:02 – David przez 3 minuty
- Południowe – codziennie o 12:02 – Jesaja przez 3 minuty
- Wieczorne – od poniedziałku do czwartku o 18:02 – Jeremia przez 3 minuty
- Wybicie Niedzieli – cztery dzwony w soboty o 18:02 przez 8 minut
- Wezwanie na mszę – dwa dzwony w niedziele o 17:31 – przez 4 minuty
- Właściwe wezwanie na mszę – dwa dzwony w niedziele o 17:50 przez 10 minut
- Wezwanie na wieczorną modlitwę – trzy dzwony – w piątki o 17:55 – przez 5 minut
- Upamiętniające – co roku 13 lutego – wszystkie osiem dzwonów o 21:45 przez 15 minut
- Noworoczne – nowe dzwon o północy
- Na Dzień Zesłania Ducha Świętego – wszystkie osiem dzwonów

### Wieża zegarowa
Wieża zegarowa Frauenkirche znajduje się w południowo-wschodnim narożniku kościoła (C), skierowanym w stronę Neumarkt. W miejscu, gdzie w pozostałych trzech wieżach znajdują się owalne okna, zamontowano wzorowane na historycznych trzy tarcze zegarowe, mające symbolizować władzę Boga nad czasem.
Zegar znajdujący się w wieży, tak jak zniszczony poprzednik, został wykonany w Hause Otto Fischer- Meißen i jest zegarem mechanicznym. Pochodzi z kościoła św. Filipa w Lohmen. Nie był on już tam dłużej potrzebny, ze względu na duże techniczne podobieństwo do starego zegara Frauenkirche, a także na konieczność dokonania kosztownych napraw, by mógł dalej działać, parafia z Lohmen podarowała go Stiftung Frauenkirche w 2002. Poddano go renowacji w Pirna i ostatecznie zamontowano go w wieży C ponad dzwonami. Drugi mechanizm wybijania godzin zamontowano w wieży E.
Mechanizm został ostatecznie wbudowany i połączony z dzwonami w 2003. Od tego czasu dzwon Hannah jednym, dwoma, trzema lub czterema uderzeniami odlicza kwadranse, dzwon David zaś godziny, które wybija potem jeszcze raz Josua.

### Krzyż wieńczący kopułę

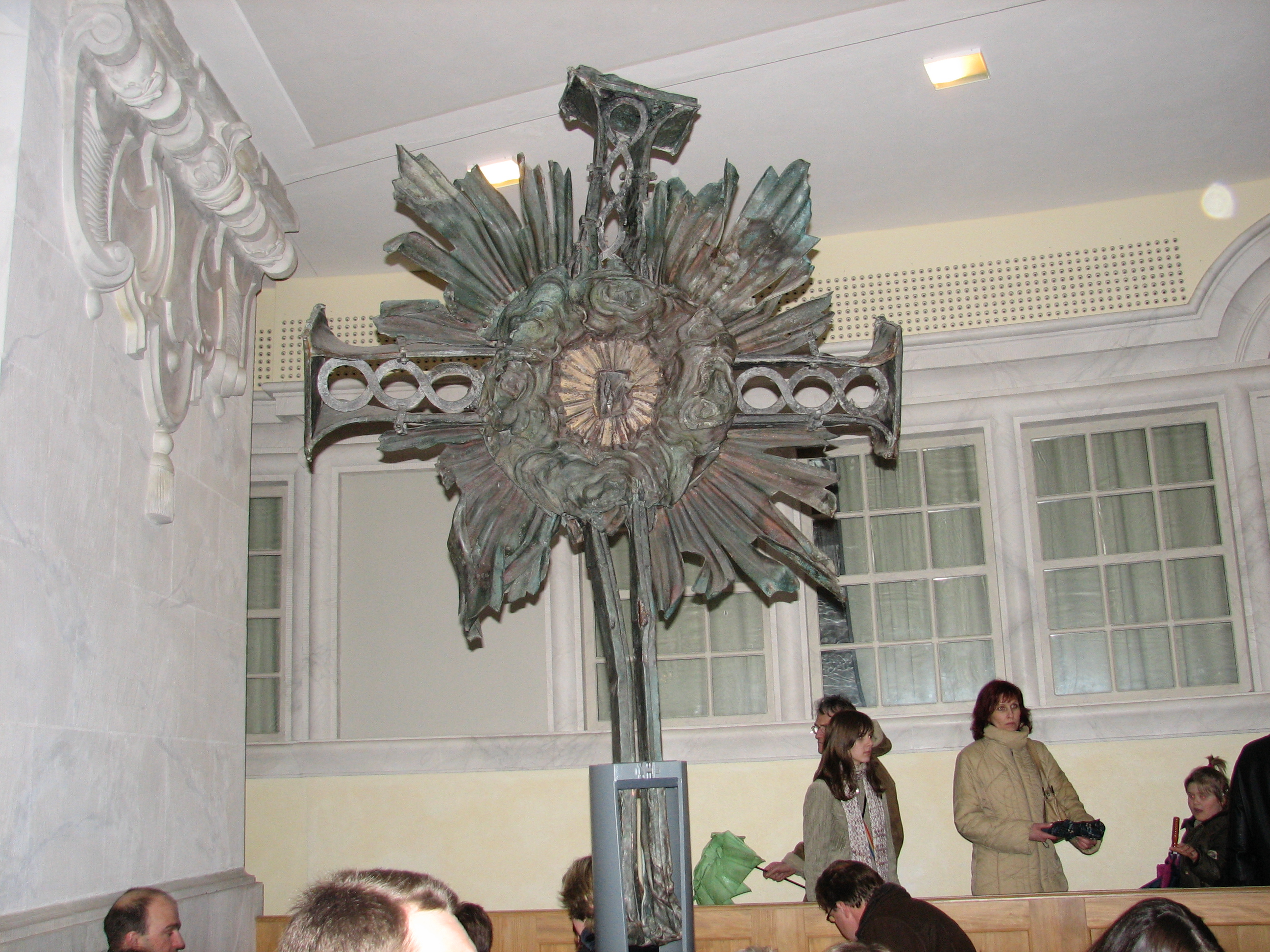
Stary krzyż odnaleziony w ruinach

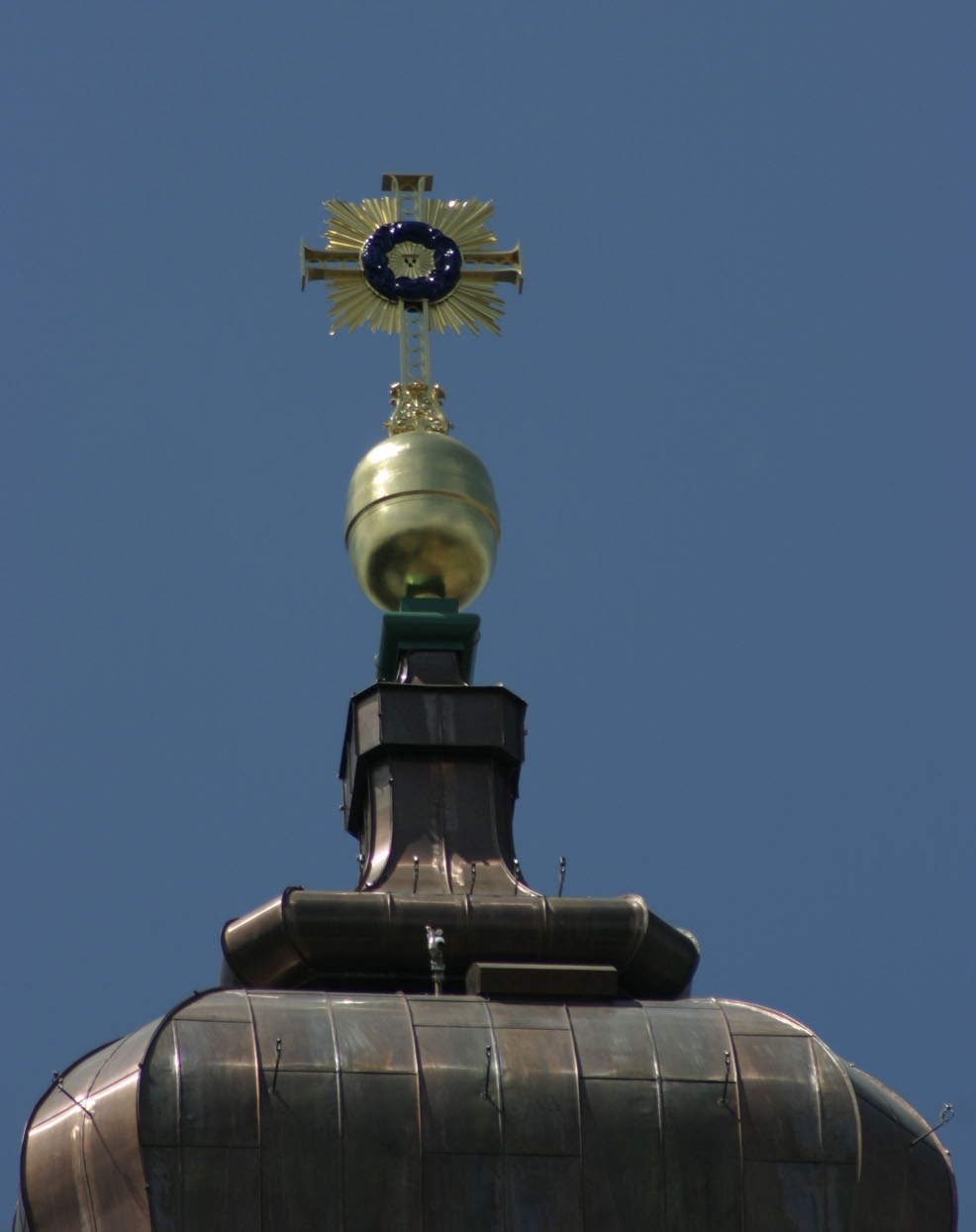
Krzyż wieńczący kopułę Fraunekirche

Oryginalny krzyż wieńczący kopułę wykonał Johann Georg Schmidt, dość nieoczekiwanie udało się go odnaleźć w ruinach podczas badań archeologicznych 1 czerwca 1993. Pogięty i częściowo zwęglony, okazał się niestety zbyt mocno zniszczony, by można było użyć go do rekonstrukcji.
Nową pozłacaną kulę oraz krzyż z pozłacaną aureolą wieńczące kościół wykuto w Grant Macdonald’s Silversmiths w Londynie przy użyciu oryginalnych XVIII-wiecznych technik w takim zakresie, w jakim to tylko było możliwe. Warte w przybliżeniu 50 0000 euro 8-metrowej wysokości zwieńczenie Frauenkirche wykonał Alan Smith, londyński złotnik, którego ojciec, Frank, był pilotem jednego z samolotów, które brały udział w bombardowaniach. Sfinansowano go z datków brytyjskiego Towarzystwa Drezdeńskiego.
Przed podróżą do Drezna, krzyż był wystawiany przez 5 lat w kościołach w Wielkiej Brytanii, m.in. w katedrach w Coventry, Liverpoolu, Edynburgu oraz katedrze św. Pawła w Londynie. W lutym 2000, z okazji 55 rocznicy zniszczenia miasta, krzyż został uroczyście przekazany miastu przez patrona Towarzystwa, księcia Kentu, oraz wystawiony na widok publiczny do czasu jego zamontowania. 22 czerwca 2004, kilka dni po 60. rocznicy desantu w Normandii, „Krzyż Pojednania”, jak go nazywano na znak przyjaźni angielsko-niemieckiej, został w obecności około 60 000 widzów zamontowany wraz z miedzianym hełmem na kopule.
Ceremonia ta zakończyła odbudowę zewnętrznej konstrukcji kościoła. Historyczna panorama Drezna po 59 latach odzyskała swój dawny wygląd, stary krzyż, który niegdyś wieńczył kościół, stoi obecnie po prawej stronie nowego ołtarza.

## Współczesne wykorzystanie

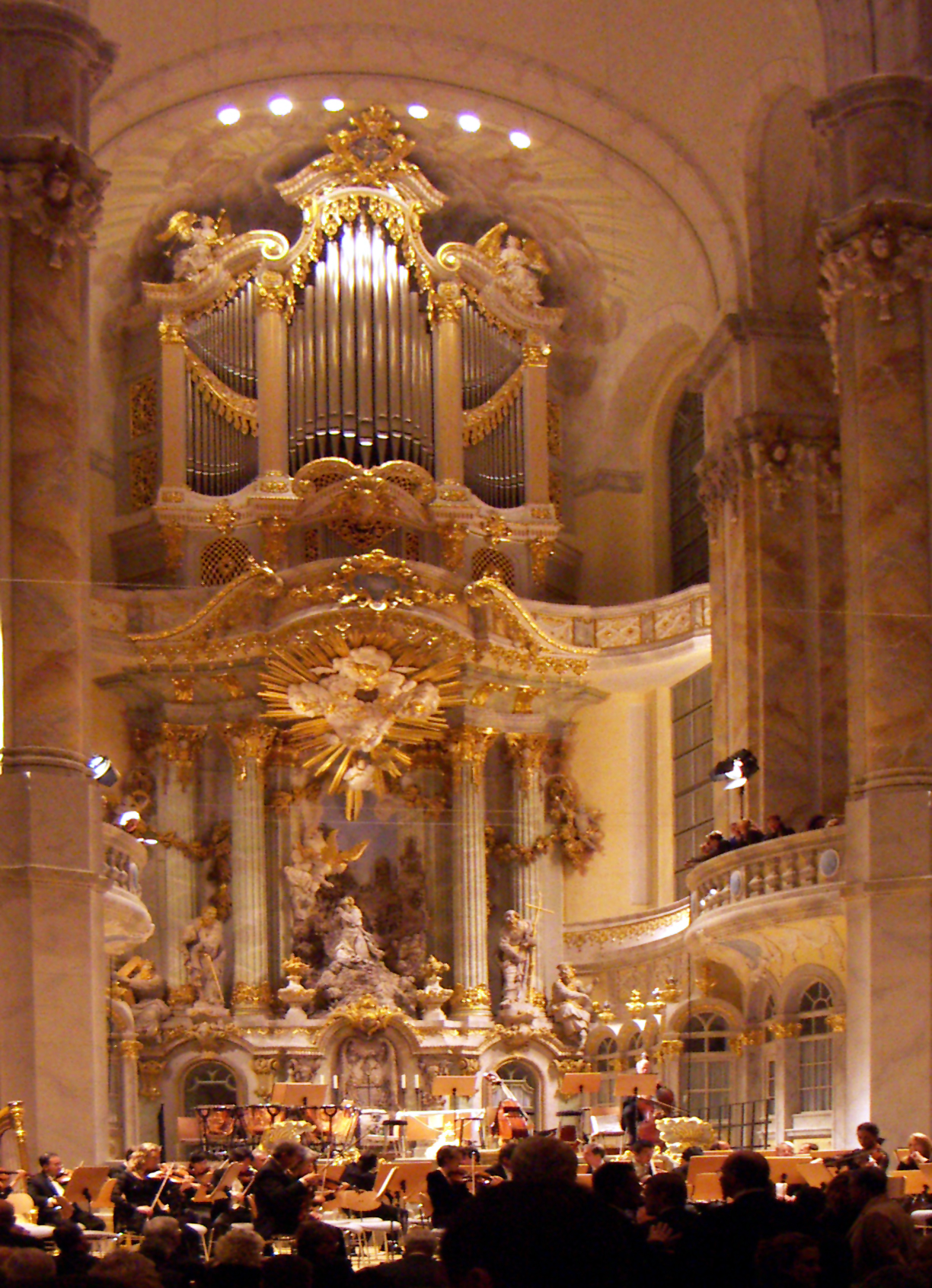
Koncert New York Philharmonic Orchestra, 2005

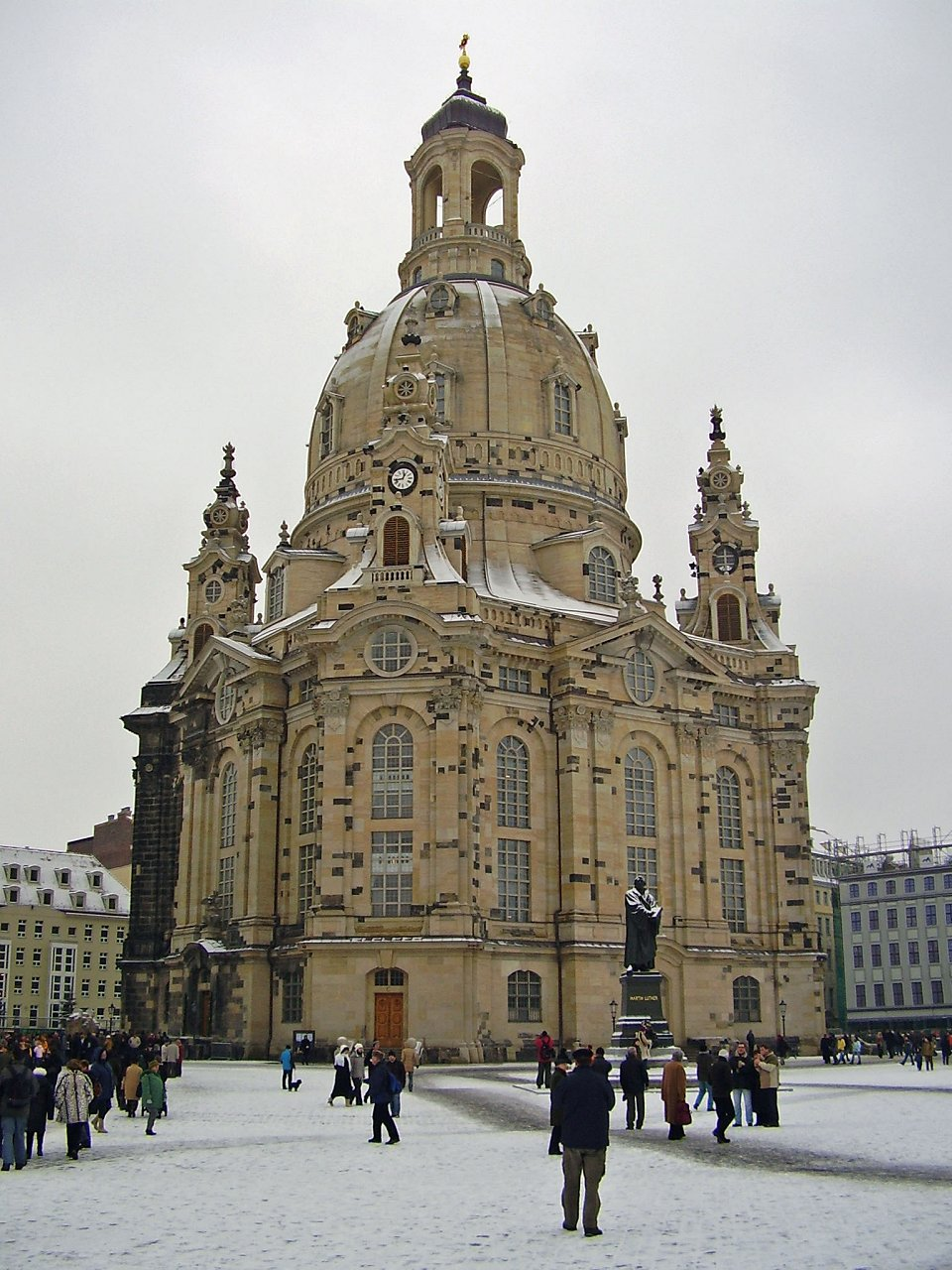
Frauenkirche zimą

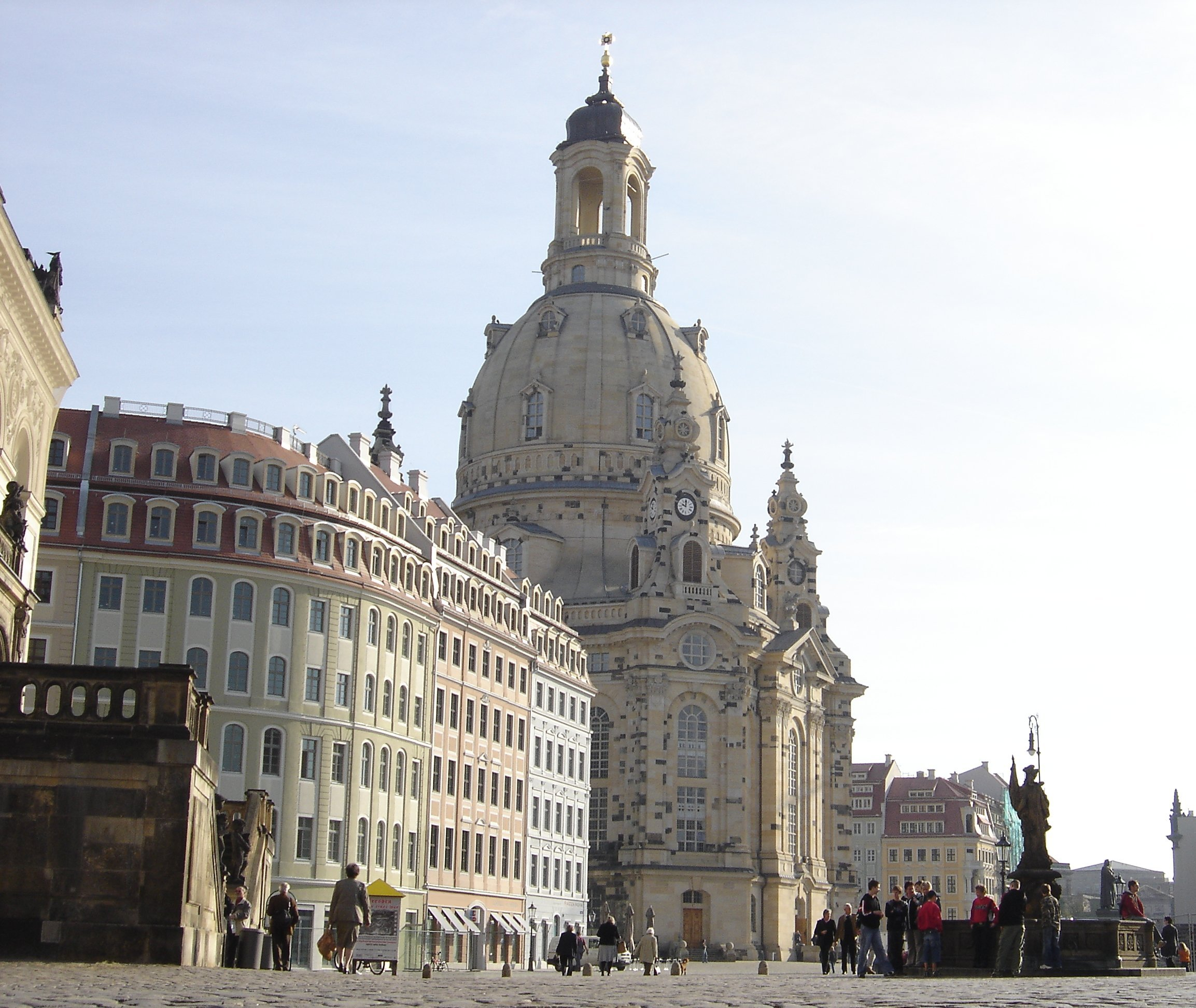
Wśród odbudowanej zabudowy Neumarkt

Od czasu ponownego otwarcia Fraunekirche stał się niezwykle popularną atrakcją turystyczną. Jego odbudowa zainspirowała wiele innych projektów rewitalizacji i rekonstrukcji w całej Europie. Jest dostępny dla mieszkańców miasta i turystów jako tzw. Citykirche. Podczas nabożeństw turyści mogą przechadzać się wnętrzami kościoła, raczyć jedzeniem i piciem, surfować po Internecie (jeśli dysponują laptopami z łączami Wi-Fi) oraz robić zdjęcia (nie wolno używać lamp błyskowych). Kościół przyciąga ludzi raczej z uwagi na swą historię i znaczenie dla kultury, niż względy stricte religijne.

### Znaczenie liturgiczne
Frauenkirche nie jest kościołem parafialnym. Znajduje się pod kuratelą dwóch pastorów Luterańskiego Kościoła Kraju Związkowego Saksonia – Holgera Treutmanna oraz Sebastiana Feydta.
Nabożeństwa odbywają się codziennie o 11:00 oraz o 18:00, tak w niedziele, jak i w dni powszednie, te wieczorne dodatkowo urozmaica muzyka organowa. Oprawę wokalną nabożeństw zapewniają Kameralny Chór Frauenkirche oraz Wielki Chór Frauenkirche, oba pod przewodnictwem kantora Matthiasa Grünera oraz organisty Samuela Kummera. Niedzielne koncerty organowe oraz liczne koncerty muzyki sakralnej urozmaicają ofertę muzyczną kościoła. We Frauenkirche można też wziąć ślub lub przyjąć chrzest.
Raz w miesiącu w kościele odbywa się nabożeństwo anglikańskie sprawowane w języku angielskim przez panią pastor dr Irene Ahrens-Cornely, przy którym asystują duchowni z anglikańskiej kaplicy św. Grzegorza w Berlinie.

### Zwiedzanie kościoła
Świątynia jest otwarta dla wszystkich zwiedzających codziennie w godzinach od 10:00 do 18:00, z wyjątkiem czasu, w którym mają w kościele miejsce uroczystości i koncerty oraz gdy odbywają się próby oraz przygotowania. Podziemia zostały przewidziane na miejsce skupienia, jedno z pomieszczeń przeznaczono specjalnie na kaplicę modlitewną.
W pierwszym roku od poświęcenia kościół odwiedziło 2,5 miliona osób. W 2006 r. zanotował w przybliżeniu średnio 10 000 turystów dziennie.
Już w pierwszych dniach po otwarciu liczba zwiedzających znacznie przekroczyła możliwości kościoła. Długie na kilkaset metrów kolejki przed drzwiami wejściowymi i dziś nie należą do rzadkości. Oprócz tego obowiązujący podczas nabożeństw zakaz fotografowania jest dość często łamany przez zwiedzających poruszających się w tym czasie po całym kościele – co należy do typowych problemów dużych położonych w centrach miast kościołów. Na początku zdarzały się też kradzieże śpiewników i świeczników.
Od października 2005 w Muzeum Miejskim znajdującym się w Altes Landhaus prezentowana jest też wystawa obrazująca historię odbudowy zabytku. Według planów, będzie się tam znajdowała do 2010 r.

### Chór kameralny Frauenkirche
W styczniu 2005 kantor Matthias Grüner założył chór kameralny drezdeńskiego Frauenkirche. Składa się on z 30 profesjonalnych i półprofesjonalnych śpiewaczek oraz śpiewaków, którzy wspólnie pod przewodnictwem kantora zajmują się przede wszystkim wykonywaniem a capella XVII- i XVIII-wiecznych pieśni oraz oratoriów.
Chór rozpoczął działalność 13 lutego 2005 tworząc oprawę muzyczną uroczystości rocznicowych oraz związanych z otwarciem kościoła. Podczas Triduum Paschalnego w 2005 r. dał on pierwszy koncert a capella w podziemiach kościoła. Od tego czasu zapewnia oprawę muzyczną nabożeństw, daje niedzielne koncerty muzyki sakralnej oraz uczestniczy w innych wydarzeniach muzycznych związanych z kościołem. Oprócz tego chór pełni funkcję reprezentacyjną jako ambasador muzyczny Frauenkirche podczas koncertów poza Dreznem. Odbył też trasy koncertowe – między innymi jesienią 2005 do Alzacji, w marcu 2006 do Japonii.
Oprócz rutynowych prób wszyscy członkowie chóru odbywają ćwiczenia ze słynną drezdeńską altową śpiewaczką Ulrike Zech oraz z Johannesem G. Schmidtem. Na repertuar chóru składają się przede wszystkim dzieła Johanna Sebastiana Bacha (Oratorium bożonarodzeniowe, Pasja według Świętego Jana, Msza h-moll, Kantaty BWV 1, 65, 62, 110, 79, 137 i inne, motet „Jesu. meine Freude”), Mała msza uroczysta Gioacchina Rossiniego, kantaty G.A. Homiliusa, Requiem Gabriela Fauré oraz wiele innych utworów a capella.